# China op de Olympische Zomerspelen 2008

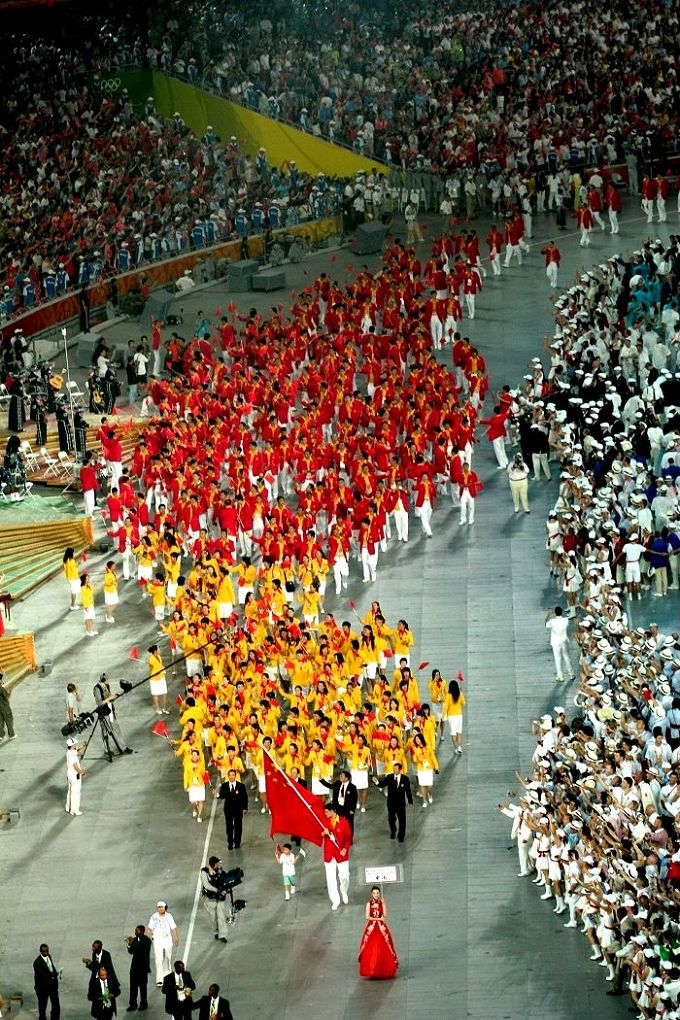
Chinese atleten tijdens de openingsceremonie

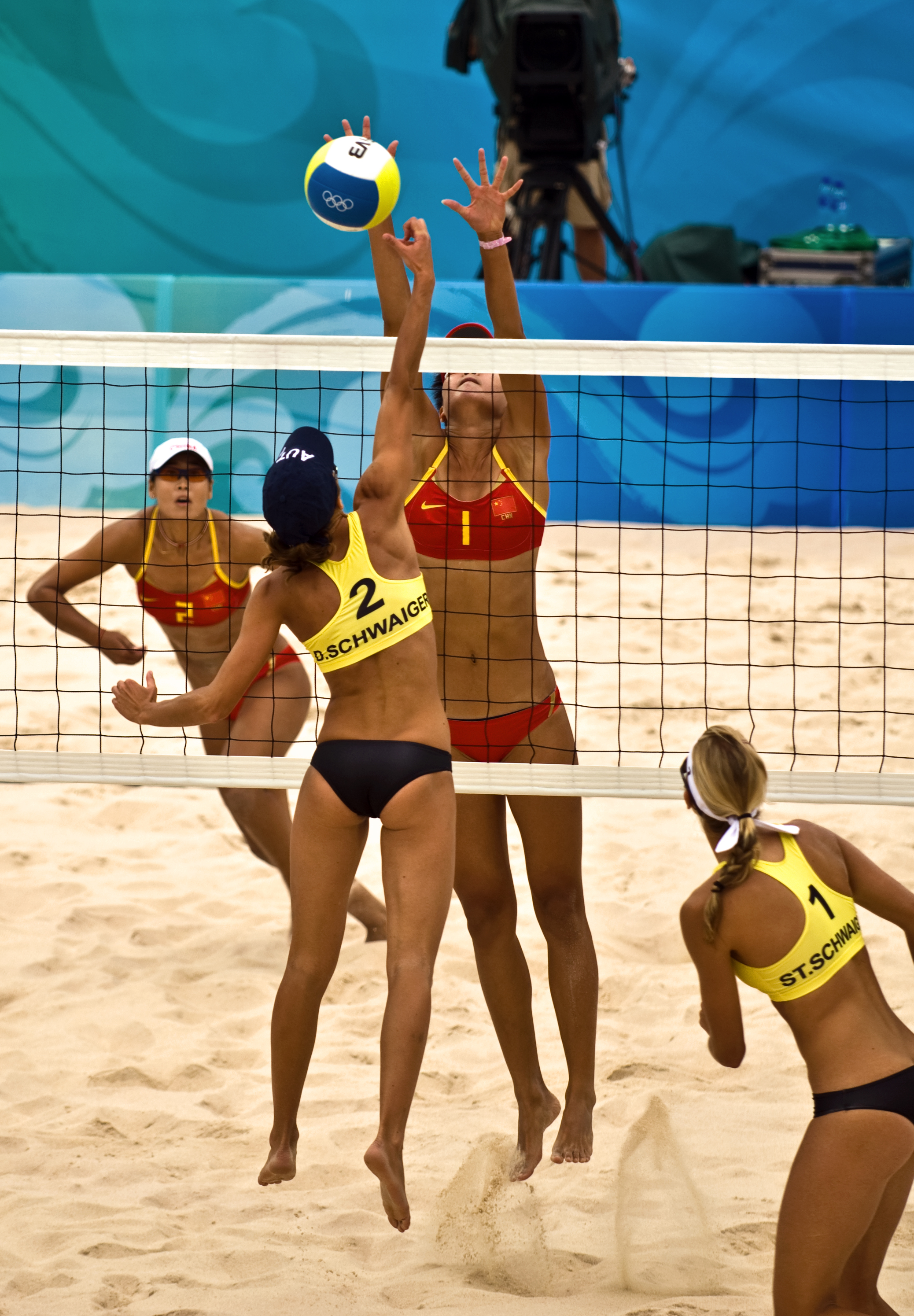
Het Chinese beachvolleybalteam won een zilveren medaille

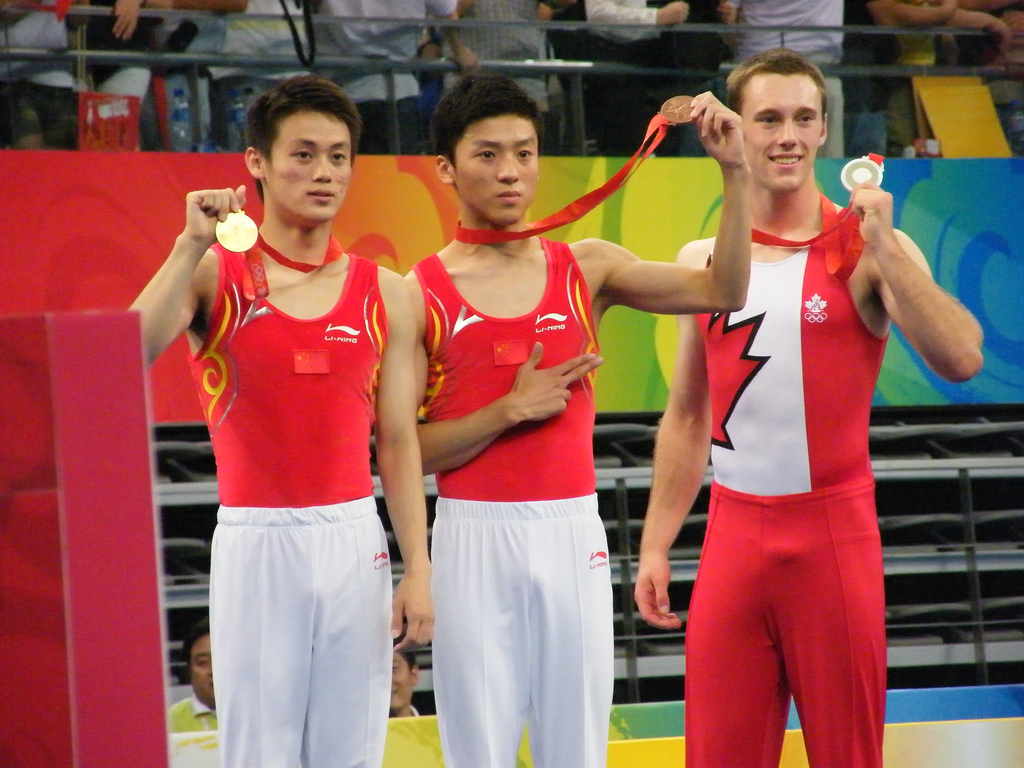
Lu Chunlong en Dong Dong wonnen respectievelijk goud en brons op de trampoline

China was gastheer van de Olympische Zomerspelen 2008 in Peking. Het land nam hieraan voor het eerst deel in 1984 en deed in 2008 voor de zevende keer mee. Voor het eerst in de geschiedenis werd het medailleklassement gehaald. Met 48 gouden medailles werd het grootste aantal goud behaald, sinds de Sovjet-Unie er in 1988 48 won.

## Medailles
Bij het schoonspringen veroverde Guo Jingjing haar vijfde olympische medaille (in 2000 2x zilver en in 2004 2x goud) en Wu Minxia haar derde olympische medaille (in 2004 1x goud, 1x zilver).
| Sport            | Olympiër | Discipline                 | Medaille |
| ---------------- | --- | -------------------------- | -------- |
| Badminton        | Lin Dan | enkelspel (m)              | Goud     |
| Badminton        | Zhang Ning | enkelspel (v)              | Goud     |
| Badminton        | Du Jing Yu Yang | dubbelspel (v)             | Goud     |
| Boksen           | Zou Shiming | -48kg (m)                  | Goud     |
| Boksen           | Zhang Xiaoping | -81kg (m)                  | Goud     |
| Boogschieten     | Zhang Juanjuan | individueel (v)            | Goud     |
| Gewichtheffen    | Long Qingquan | -56kg (m)                  | Goud     |
| Gewichtheffen    | Zhang Xiangxiang | -62kg (m)                  | Goud     |
| Gewichtheffen    | Liao Hui | -69kg (m)                  | Goud     |
| Gewichtheffen    | Chen Xiexia | -48kg (v)                  | Goud     |
| Gewichtheffen    | Chen Yanqing | -58kg (v)                  | Goud     |
| Gymnastiek       | Yang Wei | meerkamp individueel (m)   | Goud     |
| Gymnastiek       | Li Xiaopeng | brug (m)                   | Goud     |
| Gymnastiek       | Zou Kai | rekstok (m)                | Goud     |
| Gymnastiek       | Zou Kai | vloer (m)                  | Goud     |
| Gymnastiek       | Chen Yibing | ringen (m)                 | Goud     |
| Gymnastiek       | Xiao Qin | paard voltige (m)          | Goud     |
| Gymnastiek       | Yang Wei Zou Kai Xiao Qin Chen Yibing Li Xiaopeng Huang Xu | meerkamp team (m)          | Goud     |
| Gymnastiek       | He Kexin | brug (v)                   | Goud     |
| Gymnastiek       | He Kexin Cheng Fei Deng Linlin Jiang Yuyuan Li Shanshan Yang Yilin | meerkamp team (v)          | Goud     |
| Gymnastiek       | Lu Chunlong | trampoline (m)             | Goud     |
| Gymnastiek       | He Wenna | trampoline (v)             | Goud     |
| Judo             | Xian Dongmei | -52kg (v)                  | Goud     |
| Judo             | Yang Xiuli | -78kg (v)                  | Goud     |
| Judo             | Tong Wen | +78kg (v)                  | Goud     |
| Kanovaren        | Meng Guanliang Yang Wenjun | C-2 500m (m)               | Goud     |
| Roeien           | Jin Ziwei Tang Bin Xi Aihua Zhang Yangyang | dubbel-vier (v)            | Goud     |
| Schermen         | Zhong Man | sabel (m)                  | Goud     |
| Schietsport      | Qiu Jian | 50m geweer 3 houdingen (m) | Goud     |
| Schietsport      | Pang Wei | 10m luchtpistool (m)       | Goud     |
| Schietsport      | Guo Wenjun | 10m luchtpistool (v)       | Goud     |
| Schietsport      | Chen Ying | 25m pistool (v)            | Goud     |
| Schietsport      | Du Li | 50m geweer 3 houdingen (v) | Goud     |
| Schoonspringen   | He Chong | 3m plank (m)               | Goud     |
| Schoonspringen   | Wang Feng Qin Kai | 3m plank synchroon (m)     | Goud     |
| Schoonspringen   | Lin Yue Huo Liang | 10m toren (m)              | Goud     |
| Schoonspringen   | Guo Jingjing | 3m plank (v)               | Goud     |
| Schoonspringen   | Chen Ruolin | 10m toren (v)              | Goud     |
| Schoonspringen   | Guo Jingjing Wu Minxia | 3m plank synchroon (v)     | Goud     |
| Schoonspringen   | Chen Ruolin Wang Xin | 10m synchroon (v)          | Goud     |
| Taekwondo        | Wu Jingyu | -49kg (v)                  | Goud     |
| Tafeltennis      | Ma Lin | enkelspel (m)              | Goud     |
| Tafeltennis      | Ma Lin Chen Qi Wang Hao Wang Liqin | team (m)                   | Goud     |
| Tafeltennis      | Zhang Yining | enkelspel (v)              | Goud     |
| Tafeltennis      | Guo Yue Li Xiaoxia Wang Nan Zhang Yining | team (c)                   | Goud     |
| Worstelen        | Wang Jiao | -72kg vrije stijl (m)      | Goud     |
| Zeilen           | Yin Jian | RS:X (v)                   | Goud     |
| Zwemmen          | Liu Zige | 200m vlinderslag (v)       | Goud     |
| Atletiek         | Zhang Wenxiu | kogelslingeren (v)         | Zilver   |
| Badminton        | Cai Yun Fu Haifeng | dubbelspel (m)             | Zilver   |
| Badminton        | Xie Xingfang | enkelspel (v)              | Zilver   |
| Boksen           | Zhang Zhilei | +91kg (m)                  | Zilver   |
| Boogschieten     | Ling Chen Dan Guo Juanjuan Zhang | team (v)                   | Zilver   |
| Gewichtheffen    | Li Hongli | -77kg (m)                  | Zilver   |
| Gymnastiek       | Yang Wei | ringen (m)                 | Zilver   |
| Gymnastiek       | Cai Tongtong Chuo Tao Lu Yuanyuan Sui Jianshuang Sun Dan Zhang Shuo | ritmisch team (v)          | Zilver   |
| Hockey           | Cheng Hui Ma Yibo Chen Qiuqi Pan Fengzhen Chen Zhaoxia Ren Ye Fu Baorong Song Qingling Gao Lihua Tang Chunling Huang Junxia Zhao Yudiao Li Hongxia Zhang Yimeng Li Shuang Zhou Wanfeng | vrouwen                    | Zilver   |
| Roeien           | Gao Yulon Wu You | twee-zonder (v)            | Zilver   |
| Schermen         | Bao Yingying Ni Hong Tan Xue Huang Haiyang | sabel team (m)             | Zilver   |
| Schietsport      | Zhu Qinan | 10m luchtgeweer (m)        | Zilver   |
| Schietsport      | Tan Zongliang | 50m pistool (m)            | Zilver   |
| Schoonspringen   | Zhou Luxin | 10m toren (m)              | Zilver   |
| Tafeltennis      | Wang Hao | enkelspel (m)              | Zilver   |
| Tafeltennis      | Wang Nan | enkelspel (v)              | Zilver   |
| Volleybal        | Tian Jia Wang Jie | beach (v)                  | Zilver   |
| Worstelen        | Chang Yongxiang | -74kg Grieks-Romeins (m)   | Zilver   |
| Worstelen        | Xu Li | -55kg vrije stijl (v)      | Zilver   |
| Zwemmen          | Zhang Lin | 400m vrije slag (m)        | Zilver   |
| Zwemmen          | Jiao Liuyang | 200m vlinderslag (m)       | Zilver   |
| Zwemmen          | Yang Yu Zhu Qianwei Tan Miao Pang Jiaying Tang Jingzhi | 4x200m vrije slag (v)      | Zilver   |
| Atletiek         | Zhou Chunxia | marathon (v)               | Brons    |
| Atletiek         | Gong Lijiao | kogelstoten (v)            | Brons    |
| Atletiek         | Song Aimin | discuswerpen (v)           | Brons    |
| Badminton        | Chen Jin | enkelspel (m)              | Brons    |
| Badminton        | He Hanbin Yu Yang | dubbelspel (g)             | Brons    |
| Badminton        | Wei Yili Zhang Yawen | dubbelspel (v)             | Brons    |
| Boksen           | Hanatu Silamu | -69kg (m)                  | Brons    |
| Boogschieten     | Haifeng Xue Wenquan Li Jiang Liu | team (m)                   | Brons    |
| Gymnastiek       | Yang Yilin | meerkamp individueel (v)   | Brons    |
| Gymnastiek       | Yang Yilin | brug (v)                   | Brons    |
| Gymnastiek       | Cheng Fei | balk (v)                   | Brons    |
| Gymnastiek       | Cheng Fei | sprong (v)                 | Brons    |
| Gymnastiek       | Dong Dong | trampoline (m)             | Brons    |
| Judo             | Xu Yan | -57kg (v)                  | Brons    |
| Schietsport      | Hu Binyuan | dubbeltrap (m)             | Brons    |
| Schoonspringen   | Qin Kai | 3m plank (m)               | Brons    |
| Schoonspringen   | Wu Minxia | 3m plank (v)               | Brons    |
| Schoonspringen   | Wang Xin | 10m toren (v)              | Brons    |
| Synchroonzwemmen | Gu beibei Huang Xuechen Jiang Tingting Jiang Wenwen Liu Ou Luo Xi Sun Qiuting Wang Na Zhang Xiaohuan                                                                                   | team                       | Brons    |
| Taekwondo        | Zhuo Guo | -80kg (m)                  | Brons    |
| Tafeltennis      | Wang Liqin | enkelspel (m)              | Brons    |
| Tafeltennis      | Guo Yue | enkelspel (v)              | Brons    |
| Tennis           | Yan Zi Zheng Jie | dubbelspel (v)             | Brons    |
| Volleybal        | Wang Yimei Zhou Suhong Feng Kun Zhao Ruirui Yang Hao Xue Ming Liu Yanan Li Juan Wei Qiuyue Zhang Na Xu Yunli Ma Yunwen                                                                 | zaal (v)                   | Brons    |
| Volleybal        | Xue Chen Zhang Xi | beach (v)                  | Brons    |
| Worstelen        | Sheng Jiang | -60kg (m)                  | Brons    |
| Wielrennen       | Guo Shuang | sprint (v)                 | Brons    |
| Zeilen           | Xu Lijia | laser radial (v)           | Brons    |
| Zwemmen          | Pang Jiaying | 200m vrije slag (v)        | Brons    |
| Zwemmen          | Pang Jiaying Sun Ye Zhao Jing Zhou Yafei Xu Tianlongzi * | 4x100m wisselslag (v)      | Brons    |

* zwom in de series

## Deelnemers en resultaten
(m) = mannen, (v) = vrouwen 

### Atletiek
| Olympiër                                                        | Onderdeel                | Resultaat | Prestatie                                                                    |
| --------------------------------------------------------------- | ------------------------ | --------- | ---------------------------------------------------------------------------- |
| Hu Kai                                                          | 100m (m)                 | 39e       | serie 6: 4e in 10,39 kwartfinale 5: 8ste in 10,40                            |
| Zhang Peimeng                                                   | 200m (m)                 | 34e       | serie 8: 7de in 21,06                                                        |
| Liu Xiaosheng                                                   | 400m (m)                 | 54e       | serie 2: 8ste in 53,11                                                       |
| Li Xiangyu                                                      | 800m (m)                 | 44e       | serie 3: 5de in 1.48,44                                                      |
| Ji Wei                                                          | 110m horden (m)          | 29e       | serie 1: 3e in 13,57 kwartfinale 4: 6de in 13,80                             |
| Liu Xiang                                                       | 110m horden (m)          | DNF       | serie 6: niet gefinisht                                                      |
| Shi Dongpeng                                                    | 110m horden (m)          | 9e        | serie 3: 4e in 13,54 kwartfinale 1: 3e in 13,42 halve finale 2: 5de in 13,42 |
| Meng Yan                                                        | 400m horden (m)          | 18e       | serie 3: 5de in 49,73                                                        |
| Hu Kai Liang Jiahong Lu Bin Wen Yongyi Xing Yanan Zhang Peimeng | 4x100m (m)               | DSQ       | serie 2: 4e in 39,13 finale: gediskwalificeerd                               |
| Deng Haiyang                                                    | marathon (m)             | 25e       | 2:16.17                                                                      |
| Li Zhuhong                                                      | marathon (m)             | 51e       | 2:24.08                                                                      |
| Ren Longyun                                                     | marathon (m)             | DNS       | niet gestart                                                                 |
| Chu Yafei                                                       | 20km snelwandelen (m)    | 10e       | 1:21.17                                                                      |
| Dong Jimin                                                      | 20km snelwandelen (m)    | 30e       | 1:24.34                                                                      |
| Wang Hao                                                        | 20km snelwandelen (m)    | 4e        | 1:19.47                                                                      |
| Li Jianbo                                                       | 50km snelwandelen (m)    | 14e       | 3:52.20                                                                      |
| Si Tianfeng                                                     | 50km snelwandelen (m)    | 17e       | 3:52.58                                                                      |
| Zhao Chengliang                                                 | 50km snelwandelen (m)    | 21e       | 3:56.47                                                                      |
| Li Runrun                                                       | verspringen (m)          | 28e       | kwalificatie groep A: 15de met 7,70m                                         |
| Zhou Can                                                        | verspringen (m)          | DNF       | kwalificatie groep B: geen geldige poging                                    |
| Gu Junjie                                                       | hink-stap-springen (m)   | 34e       | kwalificatie groep B: 17de met 15,94m                                        |
| Li Yanxi                                                        | hink-stap-springen (m)   | 10e       | kwalificatie groep B: 1e met 17,30m finale: 10de met 16,77m                  |
| Zhong Minwei                                                    | hink-stap-springen (m)   | 36e       | kwalificatie groep A: 18de met 15,59m                                        |
| Huang Haiqiang                                                  | hoogspringen (m)         | DNF       | kwalificatie groep B: geen geldige poging                                    |
| Liu Feiliang                                                    | polsstokhoogspringen (m) | 20e       | kwalificatie groep A: 10de met 5,55m                                         |
| Chen Qi                                                         | speerwerpen (m)          | 23e       | kwalificatie groep B: 11de met 73,50m                                        |
| Qi Haifeng                                                      | tienkamp (m)             | 17e       | 7835 punten                                                                  |
|                                                                 |                          |           |                                                                              |
| Wang Jing                                                       | 100m (v)                 | 51e       | serie 1: 5de in 11,87                                                        |
| Liu Qing                                                        | 1500m (v)                | 16e       | serie 3: 9de in 4.09,27                                                      |
| Xue Fei                                                         | 5000m (v)                | 13e       | serie 2: 9de in 15.13,25 finale: 13e in 16.09,84                             |
| Zhang Yingying                                                  | 5000m (v)                | 22e       | serie 1: 11de in 15.23,81                                                    |
| Bai Xue                                                         | 10000m (v)               | 21e       | 32.20,27                                                                     |
| Dong Xiaoqin                                                    | 10000m (v)               | 28e       | 33.03,14                                                                     |
| Zhang Yingying                                                  | 10000m (v)               | 16e       | 31.31,12                                                                     |
| Li Zhenzhu                                                      | 3000m steeplechase (v)   | 42e       | serie 3: 12e in 10.04,05                                                     |
| Zhao Yanni                                                      | 3000m steeplechase (v)   | 47e       | serie 2: 16de in 10.36,77                                                    |
| Zhu Yanmei                                                      | 3000m steeplechase (v)   | 17e       | serie 1: 7de in 9.29,63                                                      |
| Chen Jue Han Ling Jiang Lan Qin Wangping Tao Yujia Wang Jing    | 4x100m (v)               | 9e        | serie 1: 5de in 43,68                                                        |
| Chen Jingwen Han Ling Wang Jinping Tang Xiaoyin                 | 4x400m (v)               | 14e       | serie 2: 7de in 3.30,77                                                      |
| Zhang Shujing                                                   | marathon (v)             | 41e       | 2:35.35                                                                      |
| Zhou Chunxiu                                                    | marathon (v)             | Brons     | 2:27.07                                                                      |
| Zhu Xiaolin                                                     | marathon (v)             | 4e        | 2:27.16                                                                      |
| Liu Hong                                                        | 20km snelwandelen (v)    | 4e        | 1:27.17                                                                      |
| Shi Na                                                          | 20km snelwandelen (v)    | 13e       | 1:29.08                                                                      |
| Yang Mingxia                                                    | 20km snelwandelen (v)    | DSQ       | gediskwalificeerd                                                            |
| Xie Limei                                                       | hink-stap-springen (v)   | 12e       | kwalificatie groep B: 3e met 14,27m finale: 11de met 14,09m                  |
| Zheng Xingjuan                                                  | hoogspringen (v)         | 22e       | kwalificatie groep A: 8ste met 1,89m                                         |
| Gao Shuying                                                     | polsstokhoogspringen (v) | 12e       | kwalificatie groep A: 2e met 4,50m finale: 12e met 4,45m                     |
| Li Ling                                                         | polsstokhoogspringen (v) | 27e       | kwalificatie groep A: 13e met 4,15m                                          |
| Zhou Yang                                                       | polsstokhoogspringen (v) | 25e       | kwalificatie groep B: 13e met 4,15m                                          |
| Gong Lijiao                                                     | kogelstoten (v)          | Brons     | kwalificatie groep B: 1e met 19,46m finale: 3e met 19,20m                    |
| Li Ling                                                         | kogelstoten (v)          | 12e       | kwalificatie groep B: 3e met 18,60m finale: 12e met 17,94m                   |
| Li Meiju                                                        | kogelstoten (v)          | 6e        | kwalificatie groep A: 2e met 19,18m finale: 6de met 19,00m                   |
| Li Yanfeng                                                      | discuswerpen (v)         | 7e        | kwalificatie groep B: 5de met 61,29m finale: 6de met 60,68m                  |
| Song Aiming                                                     | discuswerpen (v)         | Brons     | kwalificatie groep B: 3e met 61,67m finale: 3e met 62,20m                    |
| Ma Xuejun                                                       | discuswerpen (v)         | 23e       | kwalificatie groep A: 13e met 58,45m                                         |
| Chang Chunfeng                                                  | speerwerpen (v)          | 18e       | kwalificatie groep A: 10de met 58,42m                                        |
| Song Dan                                                        | speerwerpen (v)          | 42e       | kwalificatie groep B: 20ste met 54,32m                                       |
| Zhang Li                                                        | speerwerpen (v)          | 10e       | kwalificatie groep A: 4e met 61,77m finale: 10de met 56,14m                  |
| Wang Zheng                                                      | kogelslingeren (v)       | 32e       | kwalificatie groep A: 15de met 64,62m                                        |
| Zhang Wenxiu                                                    | kogelslingeren (v)       | Zilver    | kwalificatie groep B: 1e met 73,36m finale: 2e met 74,32m                    |
| Liu Haili                                                       | zevenkamp (v)            | 20e       | 6041 punten                                                                  |

### Badminton
| Olympiër                 | Onderdeel      | Resultaat | Prestatie |
| ------------------------ | -------------- | --------- | --- |
| Bao Chunlai              | enkelspel (m)  | 5e        | 1e ronde: vrij 2e ronde: W van GUA Cordón: 21-17, 21-16 3e ronde: W van POL Wacha: 21-11, 19-21, 21-13 kwartfinale: V van KOR Lee: 21-23, 11-21                                                                                              |
| Chen Jin                 | enkelspel (m)  | Brons     | 1e ronde: vrij 2e ronde: W van NZL Moody: 21-9, 21-11 3e ronde: W van FRA Khelhoffner: 21-10, 21-6 kwartfinale: W van TPE Hsieh: 21-8, 21-14 halve finale: V van CHN Lin: 12-21, 18-21 bronzen finale: W van KOR Lee: 21-16, 12-21, 21-14    |
| Lin Dan                  | enkelspel (m)  | Goud      | 1e ronde: vrij 2e ronde: W van HKG Ng: 21-16, 21-13 3e ronde: W van KOR Park: 21-8, 21-11 kwartfinale: W van DEN Gade: 21-13, 21-16 halve finale: W van CHN Chen: 21-12, 21-18 finale: W van MAS Wei: 21-12, 21-8                            |
| Cai Yun Fu Haifeng       | dubbelspel (m) | Zilver    | 1e ronde: W van DEN Eriksen/Hansen: 21-12, 21-11 kwartfinale: W van USA Bach/Malaython: 21-9, 21-10 halve finale: W van KOR Hwang/Lee: 22-20, 21-8 finale: V van INA Kido/Setiawan: 21-12, 11-21, 16-21                                      |
| Guo Zhendong Xie Zhongbo | dubbelspel (m) | 9e        | 1e ronde: V van INA Kido/Setiawan: 20-22, 21-10, 17-21 |
|                          |                |           | |
| Lu Lan                   | enkelspel (v)  | 4e        | 1e ronde: vrij 2e ronde: W van MRI Kune: 21-1, 21-3 3e ronde: W van CAN Rice: 21-7, 21-12 kwartfinale: W van MAS Wong: 21-7, 29-27 halve finale: V van CHN Xie: 21-7, 10-21, 12-21 bronzen finale: V van INA Yulianti: 21-11, 13-21, 15-21   |
| Xie Xingfang             | enkelspel (v)  | Zilver    | 1e ronde: vrij 2e ronde: W van TPE Cheng: 21-1, 21-9 3e ronde: W van BLR Konon: 21-16, 21-15 kwartfinale: W van GER Huaiwen: 21-19, 22-20 halve finale: W van CHN LU: 7-21, 21-10, 21-12 finale: V van CHN Zhang: 12-21, 21-10, 18-21        |
| Zhang Ning               | enkelspel (v)  | Goud      | 1e ronde: vrij 2e ronde: W van THA Ponsana: 21-23, 21-17, 21-7 3e ronde: W van KOR Jun: 21-11, 21-12 kwartfinale: W van FRA Pi: 21-8, 19-21, 21-19 halve finale: W van INA Yulianti: 21-15, 21-15 finale: W van CHN Xie: 21-12, 10-21, 21-18 |
| Du Jing Yu Yang          | dubbelspel (v) | Goud      | 1e ronde: W van KOR Ha/Kim: 21-11, 16-21, 21-15 kwartfinale: W van JPN Ogura/Shiota: 21-8, 21-5 halve finale: W van CHN Wei/Zhang: 21-19, 21-12 finale: W van KOR Lee/Lee: 21-15, 21-13                                                      |
| Wei Yili Zhang Yawen     | dubbelspel (v) | Brons     | 1e ronde: W van DEN Kristiansen/Juhl: 21-19, 21-13 kwartfinale: W van TPE Chien/Cheng: 21-14, 21-18 halve finale: V van CHN Du/Yu: 19-21, 12-21 bronzen finale: W van JPN Maeda/Suetsuna: 21-17, 21-10                                       |
| Yang Wei Zhang Jiewen    | dubbelspel (v) | 5e        | 1e ronde: W van INA Marissa/Natsir: 21-19, 21-15 kwartfinale: V van JPN Maeda/Suetsuna: 21-8, 21-23, 14-21 |
|                          |                |           | |
| He Hanbin Yu Yang        | dubbelspel (g) | Brons     | 1e ronde: W van GBR Clark/Kellogg: 21-15, 21-8 kwartfinale: W van POL Mateusiak/Zięba: 22-20, 23-21 halve finale: V van INA Widianto/Natsir: 21-15, 11-21, 21-23 bronzen finale: W van INA Limpele/Marissa: 19-21, 21-17, 23-21              |
| Zheng Bo Gao Ling        | dubbelspel (g) | 9e        | 1e ronde: V van GBR Robertson/Emms: 16-21, 21-16, 19-21 |

### Basketbal

#### Mannen
| Olympiër | Onderdeel | Resultaat | Prestatie |
| --- | --------- | --------- | --- |
| Chen Jianghua Du Feng Li Nan Liu Wei Sun Yue Wang Lei Wang Shipeng Wang Zhizhi Yao Ming Yi Jianlian Zhang Qingpeng Zhu Fangyu | mannen    | 8e        | groep B: 4e V van Verenigde Staten: 70-101 V van Spanje: 75-85 W van Angola: 85-68 W van Duitsland: 59-55 V van Griekenland: 77-91 kwartfinale: V van Litouwen: 68-94 |

| Groep B |                  |             |             |             |        |        |        |        |
| #       | Land             | Wedstrijden | Wedstrijden | Wedstrijden | Punten | Punten | Punten | Punten |
| #       | Land             | G           | W           | V           | V      | T      | Saldo  | Punten |
| 1       | Verenigde Staten | 5           | 5           | 0           | 515    | 354    | +161   | 10     |
| 2       | Spanje           | 5           | 4           | 1           | 418    | 369    | +49    | 9      |
| 3       | Griekenland      | 5           | 3           | 2           | 415    | 375    | +40    | 8      |
| 4       | China            | 5           | 2           | 3           | 366    | 400    | -34    | 7      |
| 5       | Duitsland        | 5           | 1           | 4           | 330    | 390    | -60    | 6      |
| 6       | Angola           | 5           | 0           | 5           | 321    | 477    | -156   | 5      |

| Ronde       | Datum  | Plaats           | Land   | Score     | Land |
| ----------- | ------ | ---------------- | ------ | --------- | ---- |
| Groepsfase  |        |                  |        |           |      |
| 10 augustus | Peking | Verenigde Staten | 101-70 | China     |      |
| 12 augustus | Peking | China            | 75-85  | Spanje    |      |
| 14 augustus | Peking | Angola           | 68-85  | China     |      |
| 16 augustus | Peking | China            | 59-55  | Duitsland |      |
| 18 augustus | Peking | Griekenland      | 91-77  | China     |      |
| Kwartfinale |        |                  |        |           |      |
| 20 augustus | Peking | Litouwen         | 94-68  | China     |      |

#### Vrouwen
| Olympiër | Onderdeel | Resultaat | Prestatie |
| --- | --------- | --------- | --- |
| Bian Lan Chen Nan Chen Xiaoli Liu Dan Miao Lijie Shao Tingting Song Xiaoyun Sui Feifei Zhang Hanlan Zhang Wei Zhang Xiaoni Zhang Yu | mannen    | 4e        | groep B: 2e W van Spanje: 69-64 V van Verenigde Staten: 63-108 W van Nieuw-Zeeland: 80-63 W van Mali: 69-48 W van Tsjechië: 79-63 kwartfinale: W van Wit-Rusland: 77-62 halve finale: V van Australië: 56-90 bronzen finale: V van Rusland: 84-91 |

| Groep B |                  |             |             |             |        |        |        |        |
| #       | Land             | Wedstrijden | Wedstrijden | Wedstrijden | Punten | Punten | Punten | Punten |
| #       | Land             | G           | W           | V           | V      | T      | Saldo  | Punten |
| 1       | Verenigde Staten | 5           | 5           | 0           | 491    | 276    | +215   | 10     |
| 2       | China            | 5           | 4           | 1           | 358    | 346    | +12    | 9      |
| 3       | Spanje           | 5           | 3           | 2           | 357    | 324    | +33    | 8      |
| 4       | Tsjechië         | 5           | 2           | 3           | 346    | 356    | -10    | 7      |
| 5       | Nieuw-Zeeland    | 5           | 1           | 4           | 320    | 423    | -103   | 6      |
| 6       | Mali             | 5           | 0           | 5           | 255    | 402    | -147   | 5      |

| Ronde          | Datum  | Plaats  | Land   | Score            | Land |
| -------------- | ------ | ------- | ------ | ---------------- | ---- |
| Groepsfase     |        |         |        |                  |      |
| 9 augustus     | Peking | China   | 67-64  | Spanje           |      |
| 11 augustus    | Peking | China   | 63-108 | Verenigde Staten |      |
| 13 augustus    | Peking | China   | 80-63  | Nieuw-Zeeland    |      |
| 15 augustus    | Peking | China   | 69-48  | Mali             |      |
| 17 augustus    | Peking | China   | 79-63  | Tsjechië         |      |
| Kwartfinale    |        |         |        |                  |      |
| 19 augustus    | Peking | China   | 77-62  | Wit-Rusland      |      |
| Halve finale   |        |         |        |                  |      |
| 21 augustus    | Peking | China   | 56-90  | Australië        |      |
| Bronzen finale |        |         |        |                  |      |
| 23 augustus    | Peking | Rusland | 94-81  | China            |      |

### Boksen
| Olympiër              | Onderdeel | Resultaat | Prestatie |
| --------------------- | --------- | --------- | --- |
| Zou Shiming           | -48kg (m) | Goud      | 1e ronde: W van VEN Bermúdez: 15-2 2e ronde: W van FRA Oubaali: 3-3 kwartfinale: W van KAZ Zhakypov: 9-4 halve finale: W van IRL Barnes: 15-0 finale: W van MGL Serdamba: opgave |
| Gu Yu                 | -54kg (m) | 9e        | 1e ronde: W van GBR Murray: 17-7 2e ronde: V van MDA Gojan: 6-13 |
| Li Yang               | -57kg (m) | 5e        | 1e ronde: W van BRA Conceição: 12-4 2e ronde: W van ECU Porozo: 6-5 kwartfinale: V van UKR Lomachenko: 3-13                                                                      |
| Hu Qing               | -60kg (m) | 5e        | 1e ronde: W van UKR Klyuchko: 10-8 2e ronde: W van KAZ Akshalov: 11-7 kwartfinale: V van FRA Sow: 6-9                                                                            |
| Maimaitituersun Qiong | -64kg (m) | 17e       | 1e ronde: V van RUS Kovalev: 8-15 |
| Hanati Silamu         | -69kg (m) | Brons     | 1e ronde: W van ZAM Makina: 21-2 2e ronde: W van CMR Mulema: 9-4 kwartfinale: W van BAH Johnson: 14-4 halve finale: V van CUB Banteaux: 4-7                                      |
| Wang Jianzheng        | -75kg (m) | 17e       | 1e ronde: V van UKR Derevianchenko: 6-16 |
| Zhang Xiaoping        | -81kg (m) | Goud      | 1e ronde: W van TUN Sharoui: 3-1 2e ronde: W van RUS Beterbiev: 8-2 kwartfinale: W van ALG Benchabla: 12-7 halve finale: W van KAZ Shynaliyev: 3-3 finale: W van IRL Egan: 11-7  |
| Yushan Nijiati        | -91kg (m) | 9e        | 1e ronde: V van UKR Usyk: 4-23 |
| Zhang Zhilei          | +91kg (m) | Zilver    | 1e ronde: W van MAR Amanissi: 15-0 kwartfinale: W van KAZ Myrsatayev: 12-2 halve finale: W van UKR Glazkov: walk-over finale: V van ITA Cammarelle: 4-14                         |

### Boogschieten
| Olympiër                         | Onderdeel       | Resultaat | Prestatie |
| -------------------------------- | --------------- | --------- | --- |
| Jiang Lin                        | individueel (m) | 33e       | plaatsingsronde: 55ste met 632 punten 1e ronde: V van KOR Lee: 108-112 |
| Li Wenquan                       | individueel (m) | 33e       | plaatsingsronde: 46ste met 646 punten 1e ronde: V van POL Proć: 111-116 |
| Xue Haifeng                      | individueel (m) | 33e       | plaatsingsronde: 18de met 663 punten 1e ronde: V van CAN Lyon: 106-111 |
| Jiang Lin Li Wenquan Xue Haifeng | team (m)        | Brons     | plaatsingsronde: 12e met 1941 punten 1e ronde: W van Groot-Brittannië: 241-210 kwartfinale: W van Rusland: 217-209 halve finale: V van Zuid-Korea: 218-221 bronzen finale: W van Oekraïne: 222-219                                                              |
|                                  |                 |           | |
| Chen Ling                        | individueel (v) | 9e        | plaatsingsronde: 15de met 645 punten 1e ronde: W van GRE Psarra: 109-79 2e ronde: W van BLR Mulyuk: 106-105 3e ronde: V van KOR Yun: 103-113 |
| Guo Dan                          | individueel (v) | 33e       | plaatsingsronde: 25ste met 636 punten 1e ronde: V van GBR Burgess: 104-106 |
| Zhang Juanjuan                   | individueel (v) | Goud      | plaatsingsronde: 27ste met 635 punten 1e ronde: W van UKR Berezhna: 109-97 2e ronde: W van TPE Shu-Chi: 110-105 3e ronde: W van RUS Erdyniyeva: 110-98 kwartfinale: W van KOR Joo: 106-101 halve finale: W van KOR Yun: 115-109 finale: W van KOR Park: 110-109 |
| Chen Ling Guo Dan Zhang Juanjuan | team (v)        | Zilver    | plaatsingsronde: 3e met 1916 punten 1e ronde: vrij kwartfinale: W van India: 211-206 halve finale: W van Groot-Brittannië: 208-202 finale: V van Zuid-Korea: 215-224                                                                                            |

### Gewichtheffen
| Olympiër         | Onderdeel | Resultaat | Prestatie                                                     |
| ---------------- | --------- | --------- | ------------------------------------------------------------- |
| Long Qingquan    | -56kg (m) | Goud      | trekken: 1e met 132kg stoten: 1e met 160kg totaal: 292kg      |
| Zhang Xiangxiang | -62kg (m) | Goud      | trekken: 1e met 143kg stoten: 1e met 176kg totaal: 319kg      |
| Liao Hui         | -69kg (m) | Goud      | trekken: 1e met 158kg stoten: 1e met 190kg totaal: 348kg      |
| Shi Zhiyong      | -69kg (m) | DNF       | trekken: 4e met 152kg                                         |
| Li Hongli        | -77kg (m) | Zilver    | trekken: 1e met 168kg stoten: 2e met 198kg totaal: 366kg      |
| Lu Yong          | -85kg (m) | Goud      | trekken: 2e met 180kg stoten: 1e met 184kg totaal: 394kg      |
|                  |           |           |                                                               |
| Chen Xiexia      | -48kg (m) | DSQ       | gediskwalificeerd na positieve dopingplas                     |
| Chen Yanqing     | -58kg (m) | Goud      | trekken: 1e met 106kg stoten: 1e met 138kg (OR) totaal: 244kg |
| Liu Chunhong     | -69kg (m) | DSQ       | gediskwalificeerd na positieve dopingplas                     |
| Cao Lei          | -75kg (m) | DSQ       | gediskwalificeerd na positieve dopingplas                     |

### Gymnastiek
| Olympiër                                                            | Onderdeel                | Resultaat | Prestatie                                                           |
| Ritmisch                                                            | Ritmisch                 | Ritmisch  | Ritmisch                                                            |
| ------------------------------------------------------------------- | ------------------------ | --------- | ------------------------------------------------------------------- |
| Li Hongyang                                                         | individueel (v)          | 13e       | kwalificatie: 13e met 65,950 punten                                 |
| Cai Tongtong Chou Tao Lü Yuanyang Sui Jianshuang Sun Dan Zhang Shuo | team (v)                 | Zilver    | kwalificatie: 3e met 34,525 punten finale: 2e met 35,225 punten     |
| Trampoline                                                          |                          |           |                                                                     |
| Dong Dong                                                           | mannen                   | Brons     | kwalificatie: 3e met 71,70 punten finale: 3e met 40,60 punten       |
| Lu Chunlong                                                         | mannen                   | Goud      | kwalificatie: 1e met 72,40 punten finale: 1e met 41,00 punten       |
|                                                                     |                          |           |                                                                     |
| He Wenna                                                            | vrouwen                  | Goud      | kwalificatie: 1e met 67,20 punten finale: 1e met 37,80 punten       |
| Huang Shanshan                                                      | vrouwen                  | 15e       | kwalificatie: 15de met 69 punten                                    |
| Turnen                                                              |                          |           |                                                                     |
| Huang Xu                                                            | brug (m)                 | 6e        | kwalificatie: 7de met 16,075 punten finale: 6de met 15,700 punten   |
| Li Xiaopeng                                                         | brug (m)                 | Goud      | kwalificatie: 1e met 16,425 punten finale: 1e met 16,450 punten     |
| Xiao Qin                                                            | paard voltige (m)        | Goud      | kwalificatie: 1e met 16,000 punten finale: 1e met 15,875 punten     |
| Yang Wei                                                            | paard voltige (m)        | 4e        | kwalificatie: 4e met 15,425 punten finale: 4e met 15,450 punten     |
| Zou Kai                                                             | rekstok (m)              | Goud      | kwalificatie: 5de met 15,600 punten finale: 1e met 16,200 punten    |
| Chen Yibing                                                         | ringen (m)               | Goud      | kwalificatie: 1e met 16,525 punten finale: 1e met 16,600 punten     |
| Yang Wei                                                            | ringen (m)               | Zilver    | kwalificatie: 4e met 16,225 punten finale: 2e met 16,425 punten     |
| Zou Kai                                                             | vloer (m)                | Goud      | kwalificatie: 6de met 15,700 punten finale: 1e met 16,050 punten    |
| Chen Yibing                                                         | meerkamp individueel (m) | 24e       | kwalificatie: 9de met 91,600 punten finale: 24ste met 74,225 punten |
| Yang Wei                                                            | meerkamp individueel (m) | Goud      | kwalificatie: 1e met 93,875 punten finale: 1e met 94,575 punten     |
| Chen Yibing Huang Xu Li Xiaopeng Xiao Qin Yang Wei Zou Kai          | meerkamp team (m)        | Goud      | kwalificatie: 1e met 374,675 punten finale: 1e met 286,125 punten   |
|                                                                     |                          |           |                                                                     |
| Cheng Fei                                                           | balk (v)                 | Brons     | kwalificatie: 4e met 15,875 punten finale: 3e met 15,950 punten     |
| Li Shanshan                                                         | balk (v)                 | 6e        | kwalificatie: 1e met 16,125 punten finale: 6de met 15,300 punten    |
| He Kexin                                                            | brug (v)                 | Goud      | kwalificatie: 6de met 15,725 punten finale: 1e met 16,725 punten    |
| Yang Yilin                                                          | brug (v)                 | Brons     | kwalificatie: 1e met 16,650 punten finale: 3e met 16,650 punten     |
| Cheng Fei                                                           | sprong (v)               | Brons     | kwalificatie: 1e met 15,912 punten finale: 3e met 15,562 punten     |
| Cheng Fei                                                           | vloer (v)                | 7e        | kwalificatie: 1e met 15,750 punten finale: 7de met 14,550 punten    |
| Jiang Yuyuan                                                        | vloer (v)                | 4e        | kwalificatie: 8ste met 15,050 punten finale: 4e met 15,350 punten   |
| Jiang Yuyan                                                         | meerkamp individueel (v) | 6e        | kwalificatie: 7de met 60,625 punten finale: 6de met 60,900 punten   |
| Yang Yilin                                                          | meerkamp individueel (v) | Brons     | kwalificatie: 3e met 62,350 punten finale: 3e met 62,650 punten     |
| Cheng Fei Deng Linlin He Kexin Jiang Yuyan Li Shanshan Yang Yilin   | meerkamp team (v)        | Goud      | kwalificatie: 1e met 248,275 punten finale: 1e met 188,900 punten   |

### Handbal

#### Mannen
| Olympiër | Onderdeel | Resultaat | Prestatie |
| --- | --------- | --------- | --- |
| Cui Liang Zhu Jie Yan Liang Cui Lei Zhang Ji Zhou Xiaojian Li Hexin Zhang Xing Wang Long Wang Xiaolong Tian Jianxia Ye Qiang Hao Kexin Miao Qing Zhu Wenxin | mannen    | 12e       | groep A: 6de V van Polen: 19-33 V van Frankrijk: 19-33 V van Spanje: 22-36 V van Brazilië: 22-29 V van Kroatië: 22-33 |

| Groep A |           |             |             |             |             |            |            |            |        |
| #       | Land      | Wedstrijden | Wedstrijden | Wedstrijden | Wedstrijden | Doelpunten | Doelpunten | Doelpunten | Punten |
| #       | Land      | G           | W           | G           | V           | V          | T          | Saldo      | Punten |
| 1       | Frankrijk | 5           | 4           | 1           | 0           | 148        | 115        | +33        | 9      |
| 2       | Polen     | 5           | 3           | 1           | 1           | 147        | 128        | +19        | 7      |
| 3       | Kroatië   | 5           | 3           | 0           | 2           | 140        | 115        | +25        | 6      |
| 4       | Spanje    | 5           | 3           | 0           | 2           | 152        | 147        | +5         | 6      |
| 5       | Brazilië  | 5           | 1           | 0           | 4           | 129        | 153        | -24        | 2      |
| 5       | China     | 5           | 0           | 0           | 5           | 104        | 164        | -60        | 0      |

| Ronde       | Datum  | Plaats   | Land  | Score     | Land |
| ----------- | ------ | -------- | ----- | --------- | ---- |
| Groepsfase  |        |          |       |           |      |
| 10 augustus | Peking | Polen    | 33-19 | China     |      |
| 12 augustus | Peking | China    | 19-33 | Frankrijk |      |
| 14 augustus | Peking | China    | 22-36 | Spanje    |      |
| 16 augustus | Peking | Brazilië | 29-22 | China     |      |
| 18 augustus | Peking | Kroatië  | 33-22 | China     |      |

#### Vrouwen
| Olympiër | Onderdeel | Resultaat | Prestatie |
| --- | --------- | --------- | --- |
| Liu Guini Wei Qiuxiang Liu Yun Zhang Geng Wang Min Wang Shasha Huang Hong Wu Yanan Liu Xiaomei Sun Laimiao Wu Wenjuan Li Weiwei Li Bing Huang Dongjie Yan Meizhu | vrouwen   | 6e        | groep A: 3e V van Noorwegen: 23-30 V van Roemenië: 20-34 W van Angola: 32-24 V van Kazachstan: 26-29 W van Frankrijk: 21-18 kwartfinale: V van Zuid-Korea: 23-31 5-8ste plek: W van Zweden: 20-19 5-6de plek: V van Frankrijk: 23-31 |

| Groep A |            |             |             |             |             |            |            |            |        |
| #       | Land       | Wedstrijden | Wedstrijden | Wedstrijden | Wedstrijden | Doelpunten | Doelpunten | Doelpunten | Punten |
| #       | Land       | G           | W           | G           | V           | V          | T          | Saldo      | Punten |
| 1       | Noorwegen  | 5           | 5           | 0           | 0           | 154        | 106        | +48        | 10     |
| 2       | Roemenië   | 5           | 4           | 0           | 1           | 150        | 112        | +38        | 8      |
| 3       | China      | 5           | 2           | 0           | 3           | 122        | 135        | -13        | 4      |
| 4       | Frankrijk  | 5           | 2           | 0           | 3           | 121        | 128        | -7         | 4      |
| 5       | Kazachstan | 5           | 1           | 1           | 3           | 109        | 137        | -28        | 3      |
| 6       | Angola     | 5           | 0           | 1           | 4           | 109        | 147        | -38        | 1      |

| Ronde       | Datum  | Plaats     | Land  | Score     | Land |
| ----------- | ------ | ---------- | ----- | --------- | ---- |
| Groepsfase  |        |            |       |           |      |
| 9 augustus  | Peking | Noorwegen  | 30-23 | China     |      |
| 11 augustus | Peking | China      | 20-34 | Roemenië  |      |
| 13 augustus | Peking | China      | 32-24 | Angola    |      |
| 15 augustus | Peking | Kazachstan | 29-26 | China     |      |
| 17 augustus | Peking | Frankrijk  | 18-21 | China     |      |
| Kwartfinale |        |            |       |           |      |
| 19 augustus | Peking | Zuid-Korea | 31-23 | China     |      |
| 5-8ste plek |        |            |       |           |      |
| 21 augustus | Peking | Zweden     | 19-20 | China     |      |
| 5-6de plek  |        |            |       |           |      |
| 23 augustus | Peking | China      | 23-31 | Frankrijk |      |

### Hockey

#### Mannen
| Olympiër | Discipline | Resultaat | Prestatie |
| --- | ---------- | --------- | --- |
| Sun Tianjun Luo Fangming De Yunze Jiang Xishang Song Yi Li Wei Meng Xuguang Liu Xiantang Meng Lizhi Hu Liang Meng Jun Yu Yang Na Yubo Su Rifeng Tao Zhinan Hu Huiren | mannen     | 11e       | groep A: 6de V van Duitsland: 1-4 V van Zuid-Korea: 2-5 V van Spanje: 1-2 G van Nieuw-Zeeland: 2-2 V van België: 1-3 11-12e plek: W van Zuid-Afrika: 4-3 |

| Groep A |               |             |             |             |             |            |            |            |        |
| #       | Land          | Wedstrijden | Wedstrijden | Wedstrijden | Wedstrijden | Doelpunten | Doelpunten | Doelpunten | Punten |
| #       | Land          | G           | W           | G           | V           | V          | T          | Saldo      | Punten |
| 1       | Spanje        | 5           | 4           | 1           | 0           | 9          | 5          | +4         | 12     |
| 2       | Duitsland     | 5           | 3           | 2           | 0           | 12         | 6          | +6         | 11     |
| 3       | Zuid-Korea    | 5           | 2           | 1           | 2           | 13         | 11         | +2         | 7      |
| 4       | Nieuw-Zeeland | 5           | 2           | 1           | 2           | 10         | 9          | +1         | 7      |
| 5       | België        | 5           | 1           | 1           | 3           | 9          | 13         | -4         | 4      |
| 6       | China         | 5           | 0           | 1           | 4           | 7          | 16         | -9         | 1      |

| Ronde       | Datum  | Plaats        | Land | Score       | Land |
| ----------- | ------ | ------------- | ---- | ----------- | ---- |
| Groepsfase  |        |               |      |             |      |
| 11 augustus | Peking | Duitsland     | 4-1  | China       |      |
| 13 augustus | Peking | China         | 2-5  | Zuid-Korea  |      |
| 15 augustus | Peking | Spanje        | 2-1  | China       |      |
| 17 augustus | Peking | Nieuw-Zeeland | 2-2  | China       |      |
| 19 augustus | Peking | China         | 1-3  | België      |      |
| 11-12e plek |        |               |      |             |      |
| 23 augustus | Peking | China         | 4-3  | Zuid-Afrika |      |

#### Vrouwen
| Olympiër | Discipline | Resultaat | Prestatie |
| --- | ---------- | --------- | --- |
| Chen Qingling Chen Zhaoxia Cheng Hui Fu Baorung Gao Lihua Huang Junxia Li Hongxia Li Shuang Ma Yibo Pan Fengzhen Ren Ye Song Qingling Tang Chunling Zhang Yimeng Zhao Yudia Zhou Wanfeng | vrouwen    | Zilver    | groep A: 2e W van Spanje: 3-0 W van Zuid-Afrika: 3-0 V van Nederland: 0-1 W van Zuid-Korea: 6-1 G van Australië: 2-2 halve finale: W van Duitsland: 3-2 finale: V van Nederland: 0-2 |

| Groep A |             |             |             |             |             |            |            |            |        |
| #       | Land        | Wedstrijden | Wedstrijden | Wedstrijden | Wedstrijden | Doelpunten | Doelpunten | Doelpunten | Punten |
| #       | Land        | G           | W           | G           | V           | V          | T          | Saldo      | Punten |
| 1       | Nederland   | 5           | 5           | 0           | 0           | 14         | 3          | +11        | 15     |
| 2       | China       | 5           | 3           | 1           | 1           | 14         | 4          | +10        | 10     |
| 3       | Australië   | 5           | 3           | 1           | 1           | 17         | 9          | +8         | 10     |
| 4       | Spanje      | 5           | 2           | 0           | 3           | 4          | 12         | -8         | 6      |
| 5       | Zuid-Korea  | 5           | 1           | 0           | 4           | 13         | 18         | -5         | 3      |
| 6       | Zuid-Afrika | 5           | 0           | 0           | 5           | 2          | 18         | -16        | 0      |

| Ronde        | Datum  | Plaats     | Land | Score       | Land |
| ------------ | ------ | ---------- | ---- | ----------- | ---- |
| Groepsfase   |        |            |      |             |      |
| 10 augustus  | Peking | China      | 3-0  | Spanje      |      |
| 12 augustus  | Peking | China      | 3-0  | Zuid-Afrika |      |
| 14 augustus  | Peking | China      | 0-1  | Nederland   |      |
| 16 augustus  | Peking | Zuid-Korea | 1-6  | China       |      |
| 18 augustus  | Peking | China      | 2-2  | Australië   |      |
| Halve finale |        |            |      |             |      |
| 20 augustus  | Peking | Duitsland  | 2-3  | China       |      |
| Finale       |        |            |      |             |      |
| 22 augustus  | Peking | China      | 0-2  | Nederland   |      |

### Honkbal
| Olympiër | Onderdeel | Resultaat | Prestatie |
| --- | --------- | --------- | --- |
| Bu Tao Chen Junyi Chen Kun Feng Fei Guo Youhua Hou Fenglian Jia Delong Jia Yubing Li Chenhao Li Lei Li Weiliang Liu Kai Lu Jiangang Sun Guoqiang Sun Lingfeng Sun Wei Wang Chao Wang Nan Wang Wei Xu Zheng Yang Yang Zhang Hongbo Zhang Li Zhang Yufeng | mannen    | 8e        | groepsfase: 8ste V van Canada: 0-10 G van Zuid-Korea: 0-0 V van Chinees Taipei: 7-8 V van Nederland: 4-6 V van Zuid-Korea: 0-1 V van Verenigde Staten: 1-9 V van Japan: 0-10 V van Cuba: 1-17 |

| Groepsfase |                  |             |             |             |
| #          | Land             | Wedstrijden | Wedstrijden | Wedstrijden |
| #          | Land             | G           | W           | V           |
| 1          | Zuid-Korea       | 7           | 7           | 0           |
| 2          | Cuba             | 7           | 6           | 1           |
| 3          | Verenigde Staten | 7           | 5           | 2           |
| 4          | Japan            | 7           | 4           | 3           |
| 5          | Chinees Taipei   | 7           | 2           | 5           |
| 6          | Canada           | 7           | 2           | 5           |
| 7          | Nederland        | 7           | 1           | 6           |
| 8          | China            | 7           | 1           | 6           |

| Ronde       | Datum  | Plaats | Land | Score            | Land |
| ----------- | ------ | ------ | ---- | ---------------- | ---- |
| Groepsfase  |        |        |      |                  |      |
| 13 augustus | Peking | China  | 0-10 | Canada           |      |
| 14 augustus | Peking | China  | 0-0  | Zuid-Korea       |      |
| 15 augustus | Peking | China  | 7-8  | Chinees Taipei   |      |
| 16 augustus | Peking | China  | 4-6  | Nederland        |      |
| 17 augustus | Peking | China  | 0-1  | Zuid-Korea       |      |
| 18 augustus | Peking | China  | 1-9  | Verenigde Staten |      |
| 19 augustus | Peking | China  | 0-10 | Japan            |      |
| 20 augustus | Peking | China  | 1-17 | Cuba             |      |

### Judo
| Olympiër      | Onderdeel  | Resultaat | Prestatie |
| ------------- | ---------- | --------- | --- |
| Liu Renwang   | -60kg (m)  | 17e       | voorronde: vrij 1e ronde: W van KAZ Utarbayev: koka 2e ronde: V van RUS Kishmakov: waza-ari |
| Wu Ritubilige | -66kg (m)  | 21e       | voorronde: vrij 1e ronde: V van HUN Ungvári: yuko |
| Si Rijigawa   | -73kg (m)  | 7e        | 1e ronde: W van VEN Leon: koka 2e ronde: W van TUR Huysuz: yuko kwartfinale: V van TJK Boqiev: ippon herkansingen: V van UKR Bilodid: koka                                                           |
| Guo Lei       | -81kg (m)  | 17e       | voorronde: vrij 1e ronde: W van ARU Vis: ippon 2e ronde: V van MNE Mrvaljević: waza-ari |
| He Yanzhu     | -90kg (m)  | 20e       | 1e ronde: V van BRA Santos: ippon |
| Shao Ning     | -100kg (m) | 21e       | 1e ronde: V van POL Matyjaszek: ippon |
| Pan Song      | +100kg (m) | 17e       | voorronde: vrij 1e ronde: W van KGZ Dzhanagulov: ippon 2e ronde: V van RUS Tmenov: waza-ari |
|               |            |           | |
| Wu Shugen     | -48kg (v)  | 19e       | 1e ronde: V van JPN Tani: waza-ari |
| Xian Dongmei  | -52kg (v)  | Goud      | 1e ronde: vrij 2e ronde: W van ESP Carrascosa: ippon kwartfinale: W van POR Monteiro: ippon halve finale: W van ALG Haddad: ippon finale: W van PRK An: waza-ari                                     |
| Xu Yan        | -57kg (v)  | Brons     | 1e ronde: W van ALG Latrous: ippon 2e ronde: W van FIN Koivumäki: yuko kwartfinale: W van JPN Sato: yuko halve finale: V van NED Gravenstijn: waza-ari bronzen finale: W van FRA Harel: yuko         |
| Xu Yuhua      | -63kg (v)  | 18e       | 1e ronde: V van KOR Kong: waza-ari |
| Wang Juan     | -70kg (v)  | 9e        | 1e ronde: vrij 2e ronde: V van JPN Ueno: ippon herkansingen: W van KOR Park: yuko herkansingen 2: V van HUN Mészáros: ippon                                                                          |
| Yang Xiuli    | -78kg (v)  | Goud      | 1e ronde: W van KGZ Proskurakova: ippon 2e ronde: W van MGL Lkhamdegd: ippon kwartfinale: W van CAN Lévesque: ippon halve finale: W van ESP San Miguel: ippon finale: W van CUB Castillo: beslissing |
| Tong Wen      | +78kg (v)  | Goud      | 1e ronde: W van RUS Donguzashvili: ippon 2e ronde: W van UKR Prokofyeva: ippon kwartfinale: W van KOR Kim: ippon halve finale: W van CUB Ortiz: yuko finale: W van JPN Tsukada: ippon                |

### Kanovaren
| Olympiër                                       | Onderdeel     | Resultaat | Prestatie                                                                                                |
| Slalom                                         | Slalom        | Slalom    | Slalom                                                                                                   |
| ---------------------------------------------- | ------------- | --------- | --- |
| Feng Liming                                    | C-1 (m)       | 11e       | voorronde: 11de 1e ronde: 9de in 91,44 2e ronde: 12e in 90,55 totaal: 181,99 halve finale: 11de in 94,64 |
| Hu Minghai Shu Junrong                         | C-2 (m)       | 10e       | voorronde: 3e 1e ronde: 5de in 97,30 2e ronde: 3e in 93,34 totaal: 190,64 halve finale: 10de in 164,08   |
| Ding Fuxue                                     | K-1 (m)       | 21e       | voorronde: 1e ronde: 15de in 87,47 2e ronde: 21e in 140,92 totaal: 228,39                                |
|                                                |               |           | |
| Li Jingjing                                    | K-1 (m)       | 13e       | voorronde: 2e 1e ronde: 3e in 94,30 2e ronde: 4e in 93,26 totaal: 187,56 halve finale: 13e in 161,79     |
| Vlakwater                                      |               |           | |
| Li Qiang                                       | C-1 500m (m)  | 6e        | serie 3: 2e in 1.49,164 halve finale 1: 3e in 1.52,887 finale: 6de in 1.49,287                           |
| Meng Guanliang Yang Wenjun                     | C-2 500m (m)  | Goud      | serie 1: 1e in 1.41,218 finale: 1e in 1.41,025                                                           |
| Chen Zhongyun Zhang Zhiwu                      | C-2 1000m (m) | 5e        | serie 2: 4e in 3.41,658 halve finale: 3e in 3.42,619 finale: 5de in 3.40,593                             |
| Pan Yao                                        | K-1 500m (m)  | 23e       | serie 4: 6de in 1.44,757 halve finale 2: 8ste in 1.55,242                                                |
| Pan Yao                                        | K-1 1000m (m) | 14e       | serie 3: 5de in 3.40,774 halve finale 2: 6de in 3.41,539                                                 |
| Huang Zhipeng Shen Jie                         | K-2 500m (m)  | 16e       | serie 1: 8ste in 1.34,432                                                                                |
| Huang Zhipeng Shen Jie                         | K-2 1000m (m) | 9e        | serie 1: 5de in 3.26,443 halve finale: 3e in 3.24,031 finale: 8ste in 3.22,058                           |
| Li Zhen Lin Miao Liu Haitao Zhou Peng          | K-4 1000m (m) | 7e        | serie 1: 4e in 2.59,271 halve finale: 2e in 3.01,787 finale: 7de in 3.00,078                             |
|                                                |               |           | |
| Zhong Hongyan                                  | K-1 500m (v)  | 5e        | serie 2: 2e in 1.49,440 halve finale 2: 1e in 1.53,163 finale: 5de in 1.52,220                           |
| Wang Feng Xu Linbei                            | K-2 500m (v)  | 17e       | serie 2: 8ste in 1.47,645                                                                                |
| Liang Peixing Xu Yaping Yu Lamei Zhong Hongyan | K-4 500m (v)  | 9e        | serie 1: 2e in 1.36,971 finale: 9de in 1.37,418                                                          |

### Moderne vijfkamp
| Olympiër      | Onderdeel | Resultaat | Prestatie |
| ------------- | --------- | --------- | --- |
| Cao Zhongrong | mannen    | 31e       | schietsport: 36ste met 160 punten (856 punten) schermen: 5de met 21 overwinningen (904 punten) zwemmen: 4e in 2.01,53 (1344 punten) paardensport: 29ste met 488 strafpunten (712 punten) atletiek: 29ste in 9.57,67 (1012 punten) totaal: 4828 punten  |
| Qian Zhenhua  | mannen    | 4e        | schietsport: 2e met 189 punten (1204 punten) schermen: 1e met 26 overwinningen (1024 punten) zwemmen: 22ste in 2.07,46 (1272 punten) paardensport: 19de met 168 strafpunten (1032 punten) atletiek: 34ste in 10.04,40 (984 punten) totaal: 5516 punten |
|               |           |           | |
| Chen Qian     | vrouwen   | 5e        | schietsport: 19de met 177 punten (1060 punten) schermen: 11de met 20 overwinningen (880 punten) zwemmen: 15de in 2.18,58 (1260 punten) paardensport: 3e met 0 strafpunten (1200 punten) atletiek: 8ste in 10.27,41 (1212 punten) totaal: 5612 punten   |
| Xiu Xiu       | vrouwen   | 10e       | schietsport: 11de met 183 punten (1132 punten) schermen: 14e met 19 overwinningen (856 punten) zwemmen: 13e in 2.17,17 (1276 punten) paardensport: 12e met 56 strafpunten (1144 punten) atletiek: 27ste in 11.06,31 (1056 punten) totaal: 5464 punten  |

### Paardensport
| Olympiër                                        | Onderdeel   | Resultaat | Prestatie                                                                                                  |
| Dressuur                                        | Dressuur    | Dressuur  | Dressuur                                                                                                   |
| ----------------------------------------------- | ----------- | --------- | --- |
| Liu Lina                                        | individueel | 43e       | Grand Prix: 43ste met 60,625%                                                                              |
| Eventing                                        |             |           | |
| Alex Hua Tian                                   | individueel | DNF       | dressuur: 31e met 49,60 strafpunten cross-country: niet gefinisht                                          |
| Springconcours                                  |             |           | |
| Huang Zuping                                    | individueel | 66e       | kwalificatie: 1e ronde: 51e met 10 strafpunten 2e ronde: 63ste met 36 strafpunten totaal: 46 strafpunten   |
| Li Zhenqiang                                    | individueel | 67e       | kwalificatie: 1e ronde: 47ste met 9 strafpunten 2e ronde: 64ste met 39 strafpunten totaal: 48 strafpunten  |
| Zhang Bin                                       | individueel | 69e       | kwalificatie: 1e ronde: 68ste met 30 strafpunten 2e ronde: 60ste met 31 strafpunten totaal: 61 strafpunten |
| Zhao Zhiwen                                     | individueel | 68e       | kwalificatie: 1e ronde: 63ste met 17 strafpunten 2e ronde: 61e met 32 strafpunten totaal: 49 strafpunten   |
| Huang Zuping Li Zhenqiang Zhang Bin Zhao Zhiwen | team        | 15e       | 1e ronde: 15de met 99 strafpunten                                                                          |

### Roeien
| Olympiër | Onderdeel              | Resultaat | Prestatie                                                                                               |
| --- | ---------------------- | --------- | --- |
| Zhang Liang | skiff (m)              | DNS       | serie 2: niet gestart                                                                                   |
| Sun Jie Zhang Guolin                                                                                                   | lichte dubbel-twee (m) | 5e        | serie 2: 2e in 6.17,62 halve finale 2: 3e in 6.29,29 finale: 5de in 6.16,69                             |
| Su Hui Zhang Liang | dubbel-twee (m)        | DSQ       | serie 3: uitgesloten                                                                                    |
| Huang Zhongming Tian Jun Wu Chongkui Zhang Lin                                                                         | lichte dubbel-vier (m) | 8e        | serie 1: 1e in 5.51,30 halve finale 1: 5de in 6.12,55 finale B: 2e in 6.04,68                           |
| Guo Kang Song Kai Zhang Xingbo Zhao Linquan                                                                            | vier-zonder (m)        | 13e       | serie 1: 4e in 6.09,64 herkansingen: 4e in 6.02,37                                                      |
| Liu Zhen Qu Xiaoming Wang Jingfeng Wang Xiangdang Zhang Dechang Zhang Shunyin Zhang Yongqiang Zheng Chuanqi Zhou Yinan | acht (m)               | 7e        | serie 2: 3e in 5.35,09 herkansingen: 5de in 5.42,97 finale B: 1e in 5.34,59                             |
| |                        |           | |
| Zhang Xiuyun | skiff (v)              | 4e        | serie 1: 1e in 7.38,16 kwartfinale 3: 2e in 7.23,30 halve finale 1: 1e in 7.31,33 finale: 4e in 7.25,48 |
| Xu Dongxiang Yu Hua | lichte dubbel-twee (v) | 5e        | serie 3: 1e in 6.57,58 halve finale 2: 2e in 7.11,59 finale: 5de in 7.01,90                             |
| Li Qin Tian Liang | dubbel-twee (v)        | 4e        | serie 2: 1e in 7.03,13 finale: 4e in 7.15,85                                                            |
| Wu You Gao Yulan | twee-zonder (v)        | Zilver    | serie 1: 3e in 7.32,50 herkansingen: 1e in 7.23,71 finale: 2e in 7.22,28                                |
| Jin Ziwei Tang Bin Xi Aihua Zhang Yangyang                                                                             | dubbel-vier (v)        | Goud      | serie 1: 1e in 6.11,83 finale: 1e in 6.16,06                                                            |

### Schermen
| Olympiër                                           | Onderdeel       | Resultaat | Prestatie |
| -------------------------------------------------- | --------------- | --------- | --- |
| Li Guojie                                          | degen (m)       | 17e       | 1e ronde: W van POL Wierchioch: 15-11 2e ronde: V van KOR Jung: 6-15 |
| Wang Lei                                           | degen (m)       | 17e       | 1e ronde: vrij 2e ronde: V van NED Verwijlen: 10-15 |
| Yin Lianchi                                        | degen (m)       | 9e        | 1e ronde: vrij 2e ronde: W van HUN Kulcsár: 15-9 3e ronde: V van POL Zawrotniak: 13-15 |
| Dong Guotao Li Guojie Wang Lei Yin Lianchi         | degen team (m)  | 4e        | 1e ronde: W van Zuid-Afrika: 15-28 kwartfinale: W van Hongarije: 45-43 halve finale: V van Polen: 44-45 bronzen finale: V van Italië: 35-45                                                 |
| Lei Sheng                                          | floret (m)      | 5e        | 1e ronde: vrij 2e ronde: W van POL Mocek: 15-8 kwartfinale: V van GER Kleibrink: 7-15 |
| Zhu Jun                                            | floret (m)      | 4e        | 1e ronde: W van ARG González: 15-2 2e ronde: W van USA Meinhardt: 15-9 kwartfinale: W van ITA Cassarà: 15-14 halve finale: V van GER Kleibrink: 4-15 bronzen finale: V van ITA Sanzo: 14-15 |
| Wang Jingzhi                                       | sabel (m)       | 17e       | 1e ronde: vrij 2e ronde: V van FRA Pillet: 14-15 |
| Zhong Man                                          | sabel (m)       | Goud      | 1e ronde: vrij 2e ronde: W van THA Kothny: 15-7 3e ronde: W van ESP Martí: 15-14 kwartfinale: W van ITA Taratino: 15-13 halve finale: W van FRA Pillet: 15-12 finale: W van FRA Lopez: 15-9 |
| Zhong Man                                          | sabel (m)       | 9e        | 1e ronde: vrij 2e ronde: W van HUN Nemcsik: 15-13 3e ronde: V van ROU Covaliu: 12-15 |
| Huang Yaojiang Wang Jingzhi Zhong Man Zhou Hanming | sabel team (m)  | 6e        | 1e ronde: V van Rusland: 36-45 5-8ste plek: W van Hongarije: 45-38 5-6de plek: V van Wit-Rusland: 39-45                                                                                     |
|                                                    |                 |           | |
| Li Na                                              | degen (v)       | 4e        | 1e ronde: vrij 2e ronde: W van SUI Lamon: 15-10 kwartfinale: W van FRA Colovic: 15-10 halve finale: V van GER Heidemann: 13-15 bronzen finale: V van HUN Mincza-Nébald: 11-15               |
| Zhong Weiping                                      | degen (v)       | 4e        | 1e ronde: V van FRA Colovic: 11-13 |
| Su Wanwen                                          | floret (v)      | 9e        | 1e ronde: W van POR Nogueria: 15-4 2e ronde: W van USA Cross: 15-7 3e ronde: V van HUN Knapek: 10-15                                                                                        |
| Su Wanwen                                          | floret (v)      | 17e       | 1e ronde: vrij 2e ronde: 'V van HUN Knapek: 13-15 |
| Zhang Lei                                          | floret (v)      | 9e        | 1e ronde: vrij 2e ronde: W van POL Wojtkowiak: 15-8 3e ronde: V van ITA Vezzali: 7-10 |
| Huang Jialing Su Wanwen Sun Chao Zhang Lei         | floret team (v) | 6e        | 1e ronde: V van Italië: 24-37 5-8ste plek: W van Egypte: 45-24 5-6de plek: V van Duitsland: 28-34                                                                                           |

### Schietsport
| Olympiër       | Onderdeel                  | Resultaat | Prestatie                                                                           |
| -------------- | -------------------------- | --------- | ----------------------------------------------------------------------------------- |
| Cao Yifei      | 10m luchtgeweer (m)        | 14e       | kwalificatie: 14e met 593 punten (98-99-99-99-99-99)                                |
| Zhu Qinan      | 10m luchtgeweer (m)        | Zilver    | kwalificatie: 2e met 597 punten (100-100-100-100-99-98) finale: 2e met 699,7 punten |
| Jia Zhanbo     | 50m geweer 3 houdingen (m) | 24e       | kwalificatie: 24ste met 1163 punten (394-378-391)                                   |
| Qiu Jian       | 50m geweer 3 houdingen (m) | Goud      | kwalificatie: 4e met 1173 punten (394-387-392) finale: 1e met 1272,5 punten         |
| Jia Zhanbo     | 50m geweer liggend (m)     | 27e       | kwalificatie: 27ste met 591 punten (100-99-97-99-98-98)                             |
| Qiu Jian       | 50m geweer liggend (m)     | 19e       | kwalificatie: 19de met 593 punten (99-100-98-99-99-98)                              |
| Lin Zhongzai   | 50m pistool (m)            | 16e       | kwalificatie: 16de met 555 punten (92-92-94-93-92-92)                               |
| Tan Zongliang  | 50m pistool (m)            | Zilver    | kwalificatie: 1e met 565 punten (96-94-93-96-90-96) finale: 2e met 659,5 punten     |
| Liu Zhongsheng | 25m snelvuurpistool (m)    | 10e       | kwalificatie: 10de met 572 punten (281-291)                                         |
| Zhang Penghui  | 25m snelvuurpistool (m)    | DSQ       | kwalificatie: gediskwalificeerd                                                     |
| Pang Wei       | 10m luchtpistool (m)       | Goud      | kwalificatie: 1e met 586 punten (97-98-100-96-97-98) finale: 1e met 688,2 punten    |
| Tan Zongliang  | 10m luchtpistool (m)       | 11e       | kwalificatie: 11de met 580 punten (95-98-97-99-95-96)                               |
| Jin Di         | skeet (m)                  | 7e        | kwalificatie: 7de met 118 punten (24-22-24-24-24)                                   |
| Qu Ridong      | skeet (m)                  | 6e        | kwalificatie: 11de met 580 punten (24-23-23-23-25) finale: 6de met 142 punten       |
| Li Yajun       | trap (m)                   | 21e       | kwalificatie: 21e met 113 punten (18-23-24-24-24)                                   |
| Li Yang        | trap (m)                   | 16e       | kwalificatie: 16de met 115 punten (24-21-24-24-22)                                  |
| Hu Binyuan     | dubbeltrap (m)             | Brons     | kwalificatie: 4e met 138 punten (48-42-48) finale: 3e met 184 punten                |
| Wang Nan       | dubbeltrap (m)             | 12e       | kwalificatie: 12e met 134 punten (42-46-46)                                         |
|                |                            |           |                                                                                     |
| Du Li          | 10m luchtgeweer (v)        | 5e        | kwalificatie: 4e met 399 punten (100-100-100-99) finale: 5de met 499,6 punten       |
| Zhao Yinghui   | 10m luchtgeweer (v)        | 37e       | kwalificatie: 37ste met 389 punten (96-98-97-98)                                    |
| Du Li          | 50m geweer 3 houdingen (v) | Goud      | kwalificatie: 1e met 589 punten (196-194-199) (OR) finale: 1e met 690,3 punten (OR) |
| Wu Liuxi       | 50m geweer 3 houdingen (v) | 8e        | kwalificatie: 7de met 585 punten (199-192-194) finale: 8ste met 685,9 punten        |
| Chen Ying      | 25m pistool (v)            | Goud      | kwalificatie: 3e met 585 punten (291-294) finale: 1e met 793,4 punten (OR)          |
| Fei Fengji     | 25m pistool (v)            | 4e        | kwalificatie: 7de met 582 punten (292-290) finale: 4e met 787,9 punten              |
| Guo Wenjun     | 10m luchtpistool (v)       | Goud      | kwalificatie: 2e met 390 punten (96-98-99-97) finale: 1e met 492,3 punten (OR)      |
| Ren Jie        | 10m luchtpistool (v)       | 19e       | kwalificatie: 19de met 381 punten (97-96-95-93)                                     |
| Wei Ning       | skeet (v)                  | 6e        | kwalificatie: 5de met 70 punten (25-23-22) finale: 6de met 91 punten                |
| Liu Yingzi     | trap (v)                   | 12e       | kwalificatie: 12e met 63 punten (23-22-18)                                          |

### Schoonspringen
| Olympiër               | Onderdeel               | Resultaat | Prestatie                                                                                         |
| ---------------------- | ----------------------- | --------- | ------------------------------------------------------------------------------------------------- |
| He Chong               | 3m plank (m)            | Goud      | voorronde: 1e met 515,50 punten halve finale: 1e met 547,25 punten finale: 1e met 572,90 punten   |
| Qin Kai                | 3m plank (m)            | Brons     | voorronde: 2e met 502,95 punten halve finale: 3e met 508,50 punten finale: 3e met 530,10 punten   |
| Huo Liang              | 10m toren (m)           | 4e        | voorronde: 8ste met 472,95 punten halve finale: 1e met 549,95 punten finale: 4e met 508,40 punten |
| Zhou Lüxin             | 10m toren (m)           | Zilver    | voorronde: 1e met 539,80 punten halve finale: 3e met 526,20 punten finale: 2e met 533,15 punten   |
| Qin Kai Wang Feng      | 3m plank synchroon (m)  | Goud      | 469,08 punten                                                                                     |
| Huo Liang Lin Yue      | 10m toren synchroon (m) | Goud      | 468,18 punten                                                                                     |
|                        |                         |           |                                                                                                   |
| Guo Jingjing           | 3m plank (v)            | Goud      | voorronde: 1e met 373,90 punten halve finale: 1e met 398,55 punten finale: 1e met 415,35 punten   |
| Wu Minxia              | 3m plank (v)            | Brons     | voorronde: 4e met 349,45 punten halve finale: 3e met 345,30 punten finale: 3e met 389,85 punten   |
| Chen Ruolin            | 10m toren (v)           | Goud      | voorronde: 1e met 428,80 punten halve finale: 1e met 444,60 punten finale: 1e met 447,70 punten   |
| Wang Xin               | 10m toren (v)           | Brons     | voorronde: 2e met 420,30 punten halve finale: 3e met 388,55 punten finale: 3e met 429,90 punten   |
| Guo Jingjing Wu Minxia | 3m plank synchroon (v)  | Goud      | 343,50 punten                                                                                     |
| Chen Ruolin Wang Xin   | 10m toren synchroon (v) | Goud      | 363,54 punten                                                                                     |

### Softbal
| Olympiër | Onderdeel | Resultaat | Prestatie |
| --- | --------- | --------- | --- |
| Guo Jia Lei Donghui Li Chunxia Li Qi Lu Wei Pan Xia Sun Li Tan Ying Wu Di Xin Minhong Yu Huili Yu Yanhong Zhang Ai Zhang Lifang Zhou Yi | vrouwen   | 6e        | groepsfase: 6de W van Nederland: 10-2 W van Venezuela: 7-1 V van Australië: 1-3 V van Canada: 0-1 V van Japan: 0-3 V van Chinees Taipei: 1-2 V van Verenigde Staten: 0-9 |

| Groepsfase |                  |             |             |             |    |    |     |        |
| #          | Land             | Wedstrijden | Wedstrijden | Wedstrijden |    |    |     | Punten |
| #          | Land             | G           | W           | V           |    |    |     | Punten |
| 1          | Verenigde Staten | 7           | 7           | 0           | 53 | 1  | +52 | 1000   |
| 2          | Japan            | 7           | 6           | 1           | 23 | 13 | +10 | .857   |
| 3          | Australië        | 7           | 5           | 2           | 30 | 11 | +19 | .714   |
| 4          | Canada           | 7           | 3           | 4           | 17 | 23 | -6  | .429   |
| 5          | China            | 7           | 2           | 5           | 19 | 21 | -2  | .286   |
| 6          | Chinees Taipei   | 7           | 2           | 5           | 10 | 23 | -13 | .286   |
| 7          | Venezuela        | 7           | 2           | 5           | 15 | 35 | -20 | .286   |
| 8          | Nederland        | 7           | 1           | 6           | 8  | 48 | -40 | .143   |

| Ronde       | Datum  | Plaats         | Land | Score            | Land |
| ----------- | ------ | -------------- | ---- | ---------------- | ---- |
| Groepsfase  |        |                |      |                  |      |
| 12 augustus | Peking | China          | 10-2 | Nederland        |      |
| 13 augustus | Peking | China          | 7-1  | Venezuela        |      |
| 14 augustus | Peking | China          | 1-3  | Australië        |      |
| 15 augustus | Peking | China          | 0-1  | Canada           |      |
| 16 augustus | Peking | Japan          | 3-0  | China            |      |
| 17 augustus | Peking | Chinees Taipei | 2-1  | China            |      |
| 18 augustus | Peking | China          | 0-9  | Verenigde Staten |      |

### Synchroonzwemmen
| Olympiër                                                                                             | Onderdeel | Resultaat | Prestatie                                                       |
| --- | --------- | --------- | --------------------------------------------------------------- |
| Jiang Tingting Jiang Wenwen                                                                          | duet      | 4e        | kwalificatie: 4e met 96,584 punten finale: 4e met 96,334 punten |
| Gu Beibei Huang Xuechen Jiang Tingting Jiang Wenwen Liu Ou Luo Xi Sun Qiuting Wang Na Zhang Xiaohuan | team      | Brons     | kwalificatie: 3e met 48,584 punten finale: 3e met 97,334 punten |

### Taekwondo
| Olympiër   | Onderdeel | Resultaat | Prestatie |
| ---------- | --------- | --------- | --- |
| Zhu Guo    | -80kg (m) | Brons     | voorronde: W van HON Ferrera: 3-1 kwartfinale: V van IRI Saei: 2-3 herkansingen: W van NEP Bista: 6-2 bronzen finale: W van GBR Cook: 4-1 |
| Liu Xiaobo | +80kg (m) | 9e        | voorronde: W van NZL Beach: 4-1 kwartfinale: V van CUB Matos: 1-2                                                                         |
|            |           |           | |
| Wu Jingyu  | -49kg (m) | Goud      | voorronde: W van KEN Alango: 7-0 kwartfinale: V van SWE Zajc: 8-1 halve finale: W van TPE Yang: 4-1 finale: W van THA Puedpong: 1-(-1)    |
| Chen Zhong | +67kg (m) | 9e        | voorronde: W van VEN Carmona: 3-1 kwartfinale: V van GBR Stevenson: 1-2                                                                   |

### Tafeltennis
| Olympiër                   | Onderdeel     | Resultaat | Prestatie |
| -------------------------- | ------------- | --------- | --- |
| Ma Lin                     | enkelspel (m) | Goud      | voorronde: vrij 1e ronde: vrij 2e ronde: vrij 3e ronde: W van SLO Tokič: 4-1 (11-5, 11-6, 11-8, 9-11, 11-5) 4e ronde: W van GRE Kreanga: 4-0 (11-5, 11-5, 11-3, 11-7) kwartfinale: W van KOR Oh: 4-0 (11-3, 11-5, 11-9, 12-10) halve finale: W van CHN Wang: 4-2 (11-5, 11-9, 11-9, 10-12, 3-11, 11-8) finale: W van CHN Wang: 4-1 (11-9, 11-9, 6-11, 11-7, 11-9)            |
| Wang Hao                   | enkelspel (m) | Zilver    | voorronde: vrij 1e ronde: vrij 2e ronde: vrij 3e ronde: W van AUT Weixing: 4-0 (11-7, 11-7, 11-5, 11-5) 4e ronde: W van JPN Kan: 4-1 (11-6, 9-11, 11-8, 11-5, 11-4) kwartfinale: W van HKG Ko: 4-1 (11-7, 8-11, 11-6, 11-7, 11-9) halve finale: W van SWE Persson: 4-1 (11-9, 11-9, 9-11, 11-7, 11-9) finale: V van CHN Ma: 1-4 (9-11, 9-11, 11-6, 7-11, 9-11)               |
| Wang Liqin                 | enkelspel (m) | Brons     | voorronde: vrij 1e ronde: vrij 2e ronde: vrij 3e ronde: W van POL Błaszczyk: 4-0 (11-2, 11-6, 11-7, 11-8) 4e ronde: W van AUT Schlager: 4-0 (11-6, 11-4, 11-8, 11-2) kwartfinale: W van CRO Ruiwu: 4-0 (11-7, 11-5, 11-8, 11-8) halve finale: V van CHN Ma: 2-4 (5-11, 9-11, 9-11, 12-10, 11-3, 8-11) bronzen finale: W van SWE Persson: 4-0 (13-11, 11-2, 11-5, 11-9)       |
| Ma Lin Wang Hao Wang Liqin | team (m)      | Goud      | groep A: 1e W van Oostenrijk: 3-0 W van Griekenland: 3-0 W van Australië: 3-0 halve finale: W van Zuid-Korea: 3-0 finale: W van Duitsland: 3-0 |
|                            |               |           | |
| Guo Yue                    | enkelspel (v) | Brons     | voorronde: vrij 1e ronde: vrij 2e ronde: vrij 3e ronde: W van HKG Lau: 4-0 (11-2, 11-8, 11-6, 11-6) 4e ronde: W van NED Jiao: 4-0 (11-2, 11-6, 11-3, 13-11) kwartfinale: W van DOM Xue: 4-0 (11-5, 16-14, 13-11, 11-5) halve finale: W van CHN Wang: 2-4 (11-3, 8-11, 11-4, 7-11, 3-11, 6-11) bronzen finale: W van SIN Li: 4-2 (11-6, 14-12, 9-11, 7-11, 11-3, 11-4)        |
| Wang Nan                   | enkelspel (v) | Zilver    | voorronde: vrij 1e ronde: vrij 2e ronde: vrij 3e ronde: W van HUN Pota: 4-0 (11-6, 11-7, 11-6, 11-2) 4e ronde: W van KOR Park: 4-2 (11-7, 11-7, 9-11, 11-6, 11-13, 11-5) kwartfinale: W van HKG Tie: 4-1 (11-5, 11-4, 11-13, 11-2, 11-4) halve finale: W van CHN Yue: 4-2 (3-11, 11-8, 4-11, 11-7, 11-3, 11-6) finale: V van CHN Zhang: 1-4 (8-11, 13-11, 8-11, 8-11, 3-11)  |
| Zhang Yining               | enkelspel (v) | Goud      | voorronde: vrij 1e ronde: vrij 2e ronde: vrij 3e ronde: W van BLR Pawlovitsj: 4-0 (11-7, 11-2, 11-7, 11-5) 4e ronde: W van JPN Fukuhara: 4-1 (11-5, 11-2, 11-5, 9-11, 11-8) kwartfinale: W van SIN Feng: 4-1 (13-11, 12-14, 14-12, 12-10, 13-11) halve finale: W van SIN Li: 4-1 (9-11, 11-8, 12-10, 11-8, 11-5) finale: W van CHN Wang: 4-1 (11-8, 11-13, 11-8, 11-8, 11-3) |
| Ma Lin Wang Hao Wang Liqin | team (v)      | Goud      | groep A: 1e W van Kroatië: 3-0 W van Dominicaanse Republiek: 3-0 W van Oostenrijk: 3-0 halve finale: W van Hongkong: 3-0 finale: W van Singapore: 3-0 |

### Tennis
| Olympiër                | Onderdeel      | Resultaat | Prestatie |
| ----------------------- | -------------- | --------- | --- |
| Sun Peng                | enkelspel (m)  | 33e       | 1e ronde: V van CHI González: 4-6, 4-6 |
| Yu Xinyuan              | enkelspel (m)  | 33e       | 1e ronde: V van CZE Berdych: 1-6, 2-6 |
| Zeng Shaoxuan           | enkelspel (m)  | 33e       | 1e ronde: V van ARG Nalbandian: 2-6, 1-6 |
| Sun Peng                | dubbelspel (m) | 17e       | 1e ronde: V van POL Fyrstenberg/Matkowski: 3-6, 4-6 |
|                         |                |           | |
| Li Na                   | enkelspel (v)  | 4e        | 1e ronde: W van RUS Koeznetsova: 7-6(5), 6-4 2e ronde: W van JPN Morita: 6-2, 7-5 3e ronde: W van EST Kanepi: 4-6, 6-2, 6-0 kwartfinale: W van USA V Williams: 7-5, 7-5 halve finale: V van RUS Safina: 6-7(3), 5-7 bronzen finale: V van RUS Zvonarjova: 0-6, 5-7                              |
| Peng Shuai              | enkelspel (v)  | 17e       | 1e ronde: W van ESP Navarro: 7-5, 7-6 (2) 2e ronde: V van FRA Cornet: 2-6, 2-6 |
| Yan Zi                  | enkelspel (v)  | 33e       | 1e ronde: V van RUS Zvonarjova: 2-6, 0-6 |
| Zheng Jie               | enkelspel (v)  | 17e       | 1e ronde: W van HUN Szávay: 4-6, 6-3, 7-5 2e ronde: W van ESP Vives: 6-7 (7), 6-1, 6-4 3e ronde: V van RUS Safina: 4-6, 3-6 |
| Peng Shuai Sun Tiantian | dubbelspel (v) | 17e       | 1e ronde: V van BLR Havartsova/Koestova: 6-7 (1), 6-7 (3) |
| Yan Zi Zheng Jie        | dubbelspel (v) | Brons     | 1e ronde: W van SVK Hantuchová/Husárová: 6-1, 7-6 (9) 2e ronde: W van SUI Gagliardi/Schnyder: 6-3, 7-6(2) kwartfinale: W van RUS Koeznetsova/Safina: 6-3, 5-7, 10-9 halve finale: V van ESP Garrigues/Ruano Pascual: 4-6, 6-7 (5) bronzen finale: W van UKR A Bondarenko/K Bondarenko: 6-2, 6-2 |

### Triatlon
| Olympiër    | Onderdeel | Resultaat | Prestatie  |
| ----------- | --------- | --------- | ---------- |
| Wang Daqing | mannen    | 46e       | 1:55.41,87 |
|             |           |           |            |
| Xing Lin    | vrouwen   | 40e       | 2:07.34,99 |
| Zhang Yi    | vrouwen   | 42e       | 2:08.37,56 |

### Voetbal

#### Mannen
| Olympiër | Onderdeel | Resultaat | Prestatie                                                                  |
| --- | --------- | --------- | -------------------------------------------------------------------------- |
| Qiu Shengjiong Tan Wangsong Feng Xiaoting Yuan Weiwei Li Weifeng Zhou Haibin Hao Junmin Zheng Zhi Gao Lin Han Peng Chen Tao Cui Peng Shen Longyuan Wan Houliang Jiang Ning Zhao Xuri Dong Fangzhuo Liu Zhenli Zhu Tin | mannen    | 13e       | groep C: 3e G van Nieuw-Zeeland: 1-1 V van België: 0-2 V van Brazilië: 1-3 |

| Groep C |               |             |             |             |             |            |            |            |        |
| #       | Land          | Wedstrijden | Wedstrijden | Wedstrijden | Wedstrijden | Doelpunten | Doelpunten | Doelpunten | Punten |
| #       | Land          | G           | W           | G           | V           | V          | T          | Saldo      | Punten |
| 1       | Brazilië      | 3           | 3           | 0           | 0           | 9          | 0          | +9         | 9      |
| 2       | België        | 3           | 2           | 0           | 1           | 3          | 1          | +2         | 6      |
| 3       | China         | 3           | 0           | 1           | 2           | 1          | 6          | -5         | 1      |
| 4       | Nieuw-Zeeland | 3           | 0           | 1           | 2           | 1          | 7          | -6         | 1      |

| Ronde       | Datum       | Plaats | Land | Score         | Land |
| ----------- | ----------- | ------ | ---- | ------------- | ---- |
| Groepsfase  |             |        |      |               |      |
| 10 augustus | Shenyang    | China  | 1-1  | Nieuw-Zeeland |      |
| 13 augustus | Shenyang    | België | 2-0  | China         |      |
| 10 augustus | Qinhuangdao | China  | 0-3  | Brazilië      |      |

#### Vrouwen
| Olympiër | Onderdeel | Resultaat | Prestatie                                                                                           |
| --- | --------- | --------- | --------------------------------------------------------------------------------------------------- |
| Zhang Yanru Yuan Fan Li Jie Zhang Ying Weng Xinzhi Zhang Na Bi Yan Xu Yuan Han Duan Liu Sa Pu Wei Lou Jiahui Jiang Shuai Liu Huana Zhou Gaoping Wang Dandan Gu Yasha Han Wenxia | vrouwen   | 5e        | groep A: 1e W van Zweden: 2-1 G van Canada: 1-1 W van Argentinië: 2-0 kwartfinale: V van Japan: 0-2 |

| Groep A |            |             |             |             |             |            |            |            |        |
| #       | Land       | Wedstrijden | Wedstrijden | Wedstrijden | Wedstrijden | Doelpunten | Doelpunten | Doelpunten | Punten |
| #       | Land       | G           | W           | G           | V           | V          | T          | Saldo      | Punten |
| 1       | China      | 3           | 2           | 1           | 0           | 5          | 2          | +3         | 7      |
| 2       | Zweden     | 3           | 2           | 0           | 1           | 4          | 3          | +1         | 6      |
| 3       | Canada     | 3           | 1           | 1           | 1           | 4          | 4          | 0          | 4      |
| 4       | Argentinië | 3           | 0           | 0           | 3           | 1          | 5          | -4         | 1      |

| Ronde       | Datum       | Plaats | Land | Score      | Land |
| ----------- | ----------- | ------ | ---- | ---------- | ---- |
| Groepsfase  |             |        |      |            |      |
| 6 augustus  | Tianjin     | China  | 2-1  | Zweden     |      |
| 9 augustus  | Tianjin     | Canada | 1-1  | China      |      |
| 12 augustus | Qinhuangdao | China  | 2-0  | Argentinië |      |
| Kwartfinale |             |        |      |            |      |
| 15 augustus | Qinhuangdao | China  | 0-2  | Japan      |      |

### Volleybal

#### Beach
| Olympiër             | Discipline | Resultaat | Prestatie |
| -------------------- | ---------- | --------- | --- |
| Wu Penggen Xu Linyin | mannen     | 9e        | groep A: 1e W van AUT Gosch/Horst: 2-0 (21-16, 21-15) W van EST Kais/Vesik: 2-1 (15-21, 21-11, 15-13) W van ESP Herrera/Mesa: 2-0 (21-13, 21-15) 2e ronde: V van GER Klemperer/Koreng: 0-2 (15-21, 18-21) |
|                      |            |           | |
| Tian Jia Wang Jie    | vrouwen    | Zilver    | groep A: 1e W van SUI Kuhn/Schwer: 2-0 (21-12, 21-18) W van BEL Mouha/Van Breedam: 2-1 (18-21, 21-19, 15-13) W van NOR Maaseide/Glesnes: 2-1 (17-21, 21-14, 15-8) 2e ronde: W van NOR Håkedal/Tørlen: 2-0 (21-13, 21-15) kwartfinale: W van AUT D Schwaiger/Schwaiger: 2-0 (21-12, 21-12) halve finale: W van CHN Xue/Zhang: 2-1 (22-24, 29-27, 15-8) finale: V van USA May-Treanor/Walsh: 0-2 (18-21, 18-21)   |
| Xue Chen Zhang Xi    | vrouwen    | Brons     | groep D: 1e W van GRE Koutroumanidou/Tsiartsiani: 2-1 (21-18, 19-21, 15-12) W van GER Goller/Ludwig: 2-0 (21-14, 21-18) W van RSA Augoustides/Nel: 2-0 (21-13, 21-9) 2e ronde: W van CUB Crespo/Ribalta: 2-0 (21-19, 21-13) kwartfinale: W van USA Branagh/Youngs: 2-0 (21-17, 21-13) halve finale: V van CHN Tian/Wang: 1-2 (24-22, 27-29, 8-15) bronzen finale: W van BRA Antunes/Ribeiro: 2-0 (21-19, 21-17) |

#### Indoor
| Olympiër | Discipline | Resultaat | Prestatie |
| --- | ---------- | --------- | --- |
| Bian Hongmin Yuan Zhi Guo Peng Shi Hairong Cui Jianjun Jiao Shuai Yu Dawei Shen Qiong Jiang Fudong Ren Qi Sui Shengsheng Fang Yingchao | mannen     | Brons     | groep A: 4e V van Bulgarije: 1-3 (20-25, 21-25, 28-26, 19-25) W van Venezuela: 3-2 (25-21, 21-25, 16-25, 25-21, 16-14) W van Japan: 3-2 (25-20, 25-23, 17-25, 16-25, 15-10) V van Verenigde Staten: 0-3 (22-25, 12-25, 15-25) V van Italië: 2-3 (17-25, 23-25, 25-21, 25-20, 14-16) kwartfinale: V van Duitsland: 0-3 (17-25, 15-25, 16-25) |

| Groep A |                  |             |             |             |             |             |             |        |        |        |        |
|         | Land             | Wedstrijden | Wedstrijden | Wedstrijden | Wedstrijden | Wedstrijden | Wedstrijden | Punten | Punten | Punten | Punten |
| G       | Land             | W           | V           | SW          | SV          | SR          | SPW         | SPL    | Saldo  |        | Punten |
| 1       | Verenigde Staten | 5           | 5           | 0           | 15          | 4           | +11         | 460    | 371    | +89    | 10     |
| 2       | Italië           | 5           | 4           | 1           | 13          | 6           | +7          | 439    | 401    | +38    | 9      |
| 3       | Bulgarije        | 5           | 3           | 2           | 10          | 9           | +1          | 446    | 440    | +6     | 8      |
| 4       | China            | 5           | 2           | 3           | 9           | 13          | -4          | 445    | 492    | -47    | 7      |
| 5       | Venezuela        | 5           | 1           | 4           | 8           | 12          | -4          | 421    | 451    | -30    | 6      |
| 6       | Japan            | 5           | 0           | 5           | 4           | 15          | -11         | 392    | 448    | -56    | 5      |

| Ronde       | Datum  | Plaats           | Land | Score    | Land |
| ----------- | ------ | ---------------- | ---- | -------- | ---- |
| Groepsfase  |        |                  |      |          |      |
| 10 augustus | Peking | Bulgarije        | 3-1  | China    |      |
| 12 augustus | Peking | Venezuela        | 2-3  | China    |      |
| 14 augustus | Peking | China            | 3-2  | Japan    |      |
| 16 augustus | Peking | Verenigde Staten | 3-0  | China    |      |
| 18 augustus | Peking | China            | 2-3  | Italië   |      |
| Kwartfinale |        |                  |      |          |      |
| 18 augustus | Peking | China            | 0-3  | Brazilië |      |

| Olympiër | Discipline | Resultaat | Prestatie |
| --- | ---------- | --------- | --- |
| Feng Kun Li Jung Liu Yanan Ma Yunwen Wang Yimei Wei Quivue Xu Yunli Xue Ming Yang Hao Zhang Na Zhao Ruirui Zhou Suhong | vrouwen    | Brons     | groep A: 3e W van Venezuela: 3-0 (25-13, 25-13, 25-18) W van Polen: 3-1 (22-25, 25-15, 25-22, 25-20) V van Cuba: 2-3 (25-18, 25-14, 23-25, 30-32, 13-15) V van Verenigde Staten: 2-3 (25-23, 22-25, 25-23, 20-25, 11-15) W van Japan: 3-0 (26-24, 25-16, 25-14) kwartfinale: W van Rusland: 3-0 (25-22, 27-25, 25-19) halve finale: V van Brazilië: 0-3 (25-27, 22-25, 14-25) bronzen finale: W van Cuba: 3-1 (25-16, 21-25, 25-13, 25-20) |

| Groep A |                  |             |             |             |             |             |             |        |        |        |        |
|         | Land             | Wedstrijden | Wedstrijden | Wedstrijden | Wedstrijden | Wedstrijden | Wedstrijden | Punten | Punten | Punten | Punten |
| G       | Land             | W           | V           | SW          | SV          | SR          | SPW         | SPL    | Saldo  |        | Punten |
| 1       | Cuba             | 5           | 5           | 0           | 15          | 3           | +12         | 426    | 371    | +55    | 10     |
| 2       | Verenigde Staten | 5           | 4           | 1           | 12          | 9           | +3          | 459    | 441    | +18    | 9      |
| 3       | China            | 5           | 3           | 2           | 13          | 7           | +6          | 467    | 395    | +72    | 8      |
| 4       | Japan            | 5           | 2           | 3           | 7           | 11          | -4          | 381    | 389    | -8     | 7      |
| 5       | Polen            | 5           | 1           | 4           | 9           | 12          | -3          | 441    | 445    | -4     | 6      |
| 6       | Venezuela        | 5           | 0           | 5           | 1           | 15          | -14         | 262    | 395    | -133   | 5      |

| Ronde          | Datum  | Plaats           | Land | Score    | Land |
| -------------- | ------ | ---------------- | ---- | -------- | ---- |
| Groepsfase     |        |                  |      |          |      |
| 9 augustus     | Peking | Venezuela        | 0-3  | China    |      |
| 11 augustus    | Peking | China            | 3-1  | Polen    |      |
| 13 augustus    | Peking | Cuba             | 3-2  | China    |      |
| 15 augustus    | Peking | Verenigde Staten | 3-2  | China    |      |
| 17 augustus    | Peking | China            | 3-0  | Japan    |      |
| Kwartfinale    |        |                  |      |          |      |
| 19 augustus    | Peking | China            | 3-0  | Rusland  |      |
| Halve finale   |        |                  |      |          |      |
| 21 augustus    | Peking | China            | 0-3  | Brazilië |      |
| Bronzen finale |        |                  |      |          |      |
| 23 augustus    | Peking | Cuba             | 1-3  | China    |      |

### Waterpolo

#### Mannen
| Olympiër | Discipline | Resultaat | Prestatie |
| --- | ---------- | --------- | --- |
| Ge Weiqing Liang Zhongxing Wu Zhiyu Yu Lijun Li Jun Tan Feihu Wang Yong Li Bin Wang Beiming Xie Junmin Han Zhidong Wang Yang Ma Jianjun | mannen     | 9e        | groep B: 6de V van Verenigde Staten: 4-8 V van Duitsland: 5-6 V van Italië: 7-19 V van Servië: 5-15 V van Kroatië: 4-16 9-12e plek: V van Griekenland: 13-8 11-12e plek: V van Canada: 7-8 |

| Groep B |                  |             |             |             |             |        |        |        |        |
| #       | Land             | Wedstrijden | Wedstrijden | Wedstrijden | Wedstrijden | Punten | Punten | Punten | Punten |
| #       | Land             | G           | W           | G           | V           | V      | T      | Saldo  | Punten |
| 1       | Verenigde Staten | 5           | 4           | 0           | 1           | 37     | 31     | +6     | 8      |
| 2       | Kroatië          | 5           | 4           | 0           | 1           | 56     | 31     | +25    | 8      |
| 3       | Servië           | 5           | 3           | 0           | 2           | 50     | 38     | +12    | 6      |
| 4       | Duitsland        | 5           | 2           | 0           | 3           | 33     | 44     | -11    | 4      |
| 5       | Italië           | 5           | 2           | 0           | 3           | 57     | 50     | +7     | 4      |
| 6       | China            | 5           | 0           | 0           | 5           | 25     | 64     | -39    | 0      |

| Ronde       | Datum  | Plaats           | Land | Score   | Land |
| ----------- | ------ | ---------------- | ---- | ------- | ---- |
| Groepsfase  |        |                  |      |         |      |
| 12 augustus | Peking | Verenigde Staten | 8-4  | China   |      |
| 12 augustus | Peking | Duitsland        | 6-5  | China   |      |
| 14 augustus | Peking | China            | 7-19 | Italië  |      |
| 16 augustus | Peking | Servië           | 15-5 | China   |      |
| 18 augustus | Peking | China            | 4-16 | Kroatië |      |
| 9-12e plek  |        |                  |      |         |      |
| 20 augustus | Peking | Griekenland      | 13-8 | China   |      |
| 7-8ste plek |        |                  |      |         |      |
| 22 augustus | Peking | Canada           | 8-7  | China   |      |

#### Vrouwen
| Olympiër | Discipline | Resultaat | Prestatie |
| --- | ---------- | --------- | --- |
| Gao Ao He Jin Liu Ping Ma Huanhuan Qiao Leiying Sun Huizi Sun Yating Sun Yujun Tan Ying Teng Fei Wang Yi Wang Ying Yang Jun | vrouwen    | 5e        | groep B: 3e V van Verenigde Staten: 11-12 W van Rusland: 13-11 V van Italië: 9-10 kwartfinale: V van Australië: 11-12 5-6de plek: W van Italië: 10-7 |

| Groep B |                  |             |             |             |             |        |        |        |        |
| #       | Land             | Wedstrijden | Wedstrijden | Wedstrijden | Wedstrijden | Punten | Punten | Punten | Punten |
| #       | Land             | G           | W           | G           | V           | V      | T      | Saldo  | Punten |
| 1       | Verenigde Staten | 3           | 2           | 1           | 0           | 33     | 27     | +6     | 5      |
| 2       | Italië           | 3           | 2           | 1           | 0           | 28     | 26     | +2     | 5      |
| 3       | China            | 3           | 1           | 0           | 2           | 33     | 33     | 0      | 2      |
| 4       | Rusland          | 3           | 0           | 0           | 3           | 26     | 34     | -8     | 0      |

| Ronde       | Datum  | Plaats           | Land  | Score     | Land |
| ----------- | ------ | ---------------- | ----- | --------- | ---- |
| Groepsfase  |        |                  |       |           |      |
| 11 augustus | Peking | Verenigde Staten | 12-11 | China     |      |
| 13 augustus | Peking | Rusland          | 11-13 | China     |      |
| 15 augustus | Peking | Italië           | 10-9  | China     |      |
| Kwartfinale |        |                  |       |           |      |
| 17 augustus | Peking | China            | 11-12 | Australië |      |
| 5-6de plek  |        |                  |       |           |      |
| 19 augustus | Peking | China            | 10-7  | Italië    |      |

### Wielersport
| Olympiër                      | Onderdeel        | Resultaat | Prestatie |
| Baan                          | Baan             | Baan      | Baan |
| ----------------------------- | ---------------- | --------- | --- |
| Zhang Lei                     | sprint (m)       | 16e       | kwalificatie: 16de in 10,497 1e ronde: V van GER Nimke 1e ronde herkansingen: 3e                                                                                             |
| Feng Yong                     | keirin (m)       | 17e       | 1e ronde: 6de herkansingen: 3e |
| Feng Yong Li Wenhao Zhang Lei | sprint team (m)  | 9e        | kwalificatie: 9de in 45,556 |
|                               |                  |           | |
| Guo Shuang                    | sprint (v)       | Brons     | kwalificatie: 2e in 11,106 1e ronde: W van RUS Grankovskaya kwartfinale: W van BLR Tsylinskaya: 2-0 halve finale: V van NZL Meares: 1-2 bronzen finale: W van NED Kanis: 2-0 |
| Li Yan                        | puntenkoers (v)  | 10e       | 6 punten |
| BMX                           |                  |           | |
| Ma Liyun                      | vrouwen          | 12e       | plaatsingsronde: 16de in 42,015 halve finale 1: 7de met 18 punten |
| Mountainbike                  |                  |           | |
| Ji Jianhua                    | mannen           | 22e       | 1:57.31 |
|                               |                  |           | |
| Liu Ying                      | vrouwen          | 12e       | 1:52.01 |
| Ren Chengyuan                 | vrouwen          | 5e        | 1:47.40 |
| Weg                           |                  |           | |
| Zhang Liang                   | wegwedstrijd (m) | DNF       | niet gefinisht |
|                               |                  |           | |
| Gao Min                       | tijdrit (v)      | 17e       | 37.15,23 |
| Meng Lang                     | tijdrit (v)      | 25e       | 40.51,61 |
| Gao Min                       | wegwedstrijd (v) | 16e       | 3:32.52 |
| Meng Lang                     | wegwedstrijd (v) | 48e       | 3:37.42 |

### Worstelen
| Olympiër        | Onderdeel   | Resultaat   | Prestatie |
| Vrije stijl     | Vrije stijl | Vrije stijl | Vrije stijl |
| --------------- | ----------- | ----------- | --- |
| Qin He          | -60kg (m)   | 13e         | kwalificatie: V van CUB Quintana: 1-3 |
| Wang Qiang      | -66kg (m)   | 20e         | kwalificatie: V van KAZ Spiridonov: 1-3 |
| Si Riguleng     | -74kg (m)   | 13e         | kwalificatie: V van CUB Fundora: 1-3 |
| Wang Ying       | -84kg (m)   | 14e         | kwalificatie: V van RUS Ketoyev: 1-3 |
| Liang Lei       | -120kg (m)  | 10e         | kwalificatie: W van POL Bartnicki: 3-1 1e ronde: V van USA Mocco: 0-3                                                                                               |
|                 |             |             | |
| Li Xiaomei      | -48kg (m)   | 13e         | kwalificatie: vrij 1e ronde: V van JPN Icho: 1-3 |
| Xu Li           | -55kg (m)   | Zilver      | 1e ronde: W van ROU Pavăl: 3-0 kwartfinale: W van KAZ Smirnova: 3-1 halve finale: W van COL Rentería: 5-0 finale: V van JPN Yoshida: 0-5                            |
| Xu Haiyan       | -63kg (m)   | 9e          | kwalificatie: vrij 1e ronde: W van MGL Odonchimeg: 3-1 kwartfinale: V van CAN Dugrenier: 1-3                                                                        |
| Wang Jiao       | -72kg (m)   | Goud        | 1e ronde: W van SWE Fransson: 3-1 kwartfinale: W van USA Bernard: 3-1 halve finale: W van JPN Hamaguchi: 5-0 finale: W van BUL Zlateva: 5-0                         |
| Grieks-Romeins  |             |             | |
| Jiao Huafeng    | -55kg (m)   | 13e         | kwalificatie: vrij 1e ronde: V van GEO Gogitadze: 0-3 |
| Sheng Jiang     | -60kg (m)   | Brons       | 1e ronde: V van AZE Rahimov: 1-3 herkansingen: W van ROU Diaconu: 3-1 herkansingen 2: W van BUL Armen Nazarjan: 3-1 bronzen finale: V van KAZ Tengizbayev: 1-3      |
| Li Yanyan       | -66kg (m)   | 10e         | kwalificatie: vrij 1e ronde: W van ROU Panait: 3-1 kwartfinale: V van KAZ Bayakhmetov: 1-3                                                                          |
| Chang Yongxiang | -74kg (m)   | Zilver      | kwalificatie: vrij 1e ronde: W van BUL Yanakiev: 3-1 kwartfinale: W van PER Barrera: 3-1 halve finale: W van BLR Mikhalovich: 3-1 finale: V van GEO Kvirkvelia: 0-3 |
| Ma Sanyi        | -84kg (m)   | 5e          | kwalificatie: vrij 1e ronde: W van HUN Fodor: 1-3 herkansingen: W van AZE Gadabadze: 3-1 bronzen finale: V van TUR Avluca: 1-3                                      |
| Jiang Huachen   | -96kg (m)   | 9e          | kwalificatie: vrij 1e ronde: W van ALG Bouguerra: 3-0 kwartfinale: V van USA Wheeler: 1-3                                                                           |
| Liu Deli        | -120kg (m)  | 9e          | kwalificatie: W van GRE Papadopoulos: 3-1 kwartfinale: V van USA Byers: 1-3                                                                                         |

### Zeilen
| Olympiër                       | Onderdeel        | Resultaat | Prestatie                                        |
| ------------------------------ | ---------------- | --------- | ------------------------------------------------ |
| Wang Aichen                    | RS:X (m)         | 7e        | 95 punten: (2-8-9-16-2-14-22-14-19-1-10)         |
| Shen Sheng                     | laser (m)        | 20e       | 159 punten: (40-35-6-4-37-14-10-28-25)           |
| Deng Daokun Wang Weidong       | 470 (m)          | 26e       | 186 punten: (12-DSQ-23-16-21-26-22-8-28)         |
| Li Hongquan Wang He            | star (m)         | 16e       | 140 punten: (16-16-16-14-16-16-15-15-16-16)      |
|                                |                  |           |                                                  |
| Yin Jian                       | RS:X (v)         | Goud      | 39 punten: (1-1-1-3-3-13-7-8-8-1-6)              |
| Xu Lijia                       | laser radial (v) | Brons     | 50 punten: (24-3-10-6-5-2-1-16-6-6)              |
| Wen Yimei Yu Chunyan           | 470 (v)          | 18e       | 119 punten: (5-10-19-17-16-14-OCS-12-16-10)      |
| Li Xiaoni Song Xiaqun Yu Yanli | yngling (v)      | 9e        | 65 punten: (7-5-DSQ-4-13-6-8-4-8)                |
|                                |                  |           |                                                  |
| Zhang Peng                     | finn             | 24e       | 131 punten: (25-23-24-20-5-26-23-11)             |
| Hu Xianqiang Li Fei            | 49er             | 19e       | 176 punten: (18-19-19-19-16-17-15-17-15-14-18-9) |
| Chen Xiuke Luo Youjia          | tornado          | 14e       | 102 punten: (9-14-OCS-DNF-13-5-14-13-12-14)      |

### Zwemmen
| Olympiër                                               | Onderdeel             | Resultaat | Prestatie                                                                       |
| ------------------------------------------------------ | --------------------- | --------- | ------------------------------------------------------------------------------- |
| Cai Li                                                 | 50m vrije slag (m)    | 30e       | serie 9: 3e in 22,50                                                            |
| Chen Zuo                                               | 100m vrije slag (m)   | 25e       | serie 6: 3e in 49,08                                                            |
| Zhang Enjian                                           | 200m vrije slag (m)   | 33e       | serie 7: 8ste in 1.49,15                                                        |
| Sun Yang                                               | 400m vrije slag (m)   | 28e       | serie 4: 7de in 3.50,90                                                         |
| Zhang Lin                                              | 400m vrije slag (m)   | Zilver    | serie 3: 1e in 3.43,32 finale: 2e in 3.42,44 (NR)                               |
| Sun Yang                                               | 1500m vrije slag (m)  | 8e        | serie 4: 2e in 14.48,39 finale: 8ste in 15.05,12                                |
| Zhang Lin                                              | 1500m vrije slag (m)  | 7e        | serie 5: 2e in 14.45,84 finale: 7de in 14.55,20                                 |
| Sun Xiaolei                                            | 100m rugslag (m)      | 37e       | serie 2: 5de in 56,44                                                           |
| Deng Jian                                              | 200m rugslag (m)      | 37e       | serie 2: 4e in 2.03,34                                                          |
| Xue Ruipeng                                            | 100m schoolslag (m)   | 46e       | serie 4: 6de in 1.02,48                                                         |
| Lai Zhongjian                                          | 200m schoolslag (m)   | 44e       | serie 3: 7de in 2.16,28                                                         |
| Shi Feng                                               | 100m vlinderslag (m)  | 9e        | serie 6: 2e in 51,87 halve finale 1: 5de in 51,68 (NR)                          |
| Chen Yin                                               | 200m vlinderslag (m)  | 11e       | serie 5: 5de in 1.56,55 halve finale 2: 5de in 1.55,88                          |
| Wu Peng                                                | 200m vlinderslag (m)  | 5e        | serie 5: 1e in 1.55,39 halve finale 2: 2e in 1.54,93 finale: 5de in 1.54,35     |
| Qu Jingyu                                              | 200m wisselslag (m)   | 34e       | serie 3: 6de in 2.03,15                                                         |
| Cai Li Chen Zuo Huang Shaohua Lü Zhiwu                 | 4x100m vrije slag (m) | 12e       | serie 2: 6de in 3.16,16                                                         |
| Shi Haoran Sun Yang Zhang Enjian Zhang Lin             | 4x200m vrije slag (m) | 10e       | serie 1: 5de in 7.13,57                                                         |
| Xin Tong                                               | 10km open water (m)   | 23e       | 2:09.13,4                                                                       |
|                                                        |                       |           |                                                                                 |
| Li Zhesi                                               | 50m vrije slag (v)    | 13e       | serie 11: 6de in 25,00 halve finale 2: 5de in 24,90                             |
| Zhu Yingwen                                            | 50m vrije slag (v)    | 9e        | serie 12: 3e in 24,91 halve finale 2: 3e in 24,76                               |
| Pang Jiaying                                           | 100m vrije slag (v)   | DSQ       | serie 6: 4e in 54,01 halve finale 2: gediskwalificeerd                          |
| Zhu Yingwen                                            | 100m vrije slag (v)   | 6e        | serie 7: 3e in 54,01 halve finale 1: 2e in 53,84 finale: 6de in 54,21           |
| Pang Jiaying                                           | 200m vrije slag (v)   | Brons     | serie 4: 1e in 1.57,37 halve finale 1: 3e in 1.57,34 finale: 3e in 1.55,05      |
| Zhu Qianwei                                            | 200m vrije slag (v)   | 19e       | serie 6: 7de in 1.59,52                                                         |
| Li Mo                                                  | 400m vrije slag (v)   | 26e       | serie 5: 8ste in 4.15,50                                                        |
| Tan Miao                                               | 400m vrije slag (v)   | 22e       | serie 4: 7de in 4.12,35                                                         |
| Li Xuanxu                                              | 800m vrije slag (v)   | 5e        | serie 3: 2e in 8.24,37 finale: 5de in 8.26,34                                   |
| You Meihong                                            | 800m vrije slag (v)   | 15e       | serie 4: 5de in 8.31,11                                                         |
| Xu Tianlongzi                                          | 100m rugslag (v)      | 17e       | serie 5: 7de in 1.00,82                                                         |
| Zhao Jing                                              | 100m rugslag (v)      | DSQ       | serie 7: gediskwalificeerd                                                      |
| Chen Yanyan                                            | 200m rugslag (v)      | 19e       | serie 4: 6de in 2.11,95                                                         |
| Zhao Jing                                              | 200m rugslag (v)      | 10e       | serie 3: 1e in 2.08,97 halve finale 1: 5de in 2.09,59                           |
| Chen Huijia                                            | 100m schoolslag (v)   | 11e       | serie 5: 4e in 1.08,24 halve finale 1: 5de in 1.08,60                           |
| Sun Ye                                                 | 100m schoolslag (v)   | 7e        | serie 6: 1e in 1.07,81 halve finale 1: 3e in 1.07,72 finale: 7de in 1.08,08     |
| Luo Nan                                                | 200m schoolslag (v)   | 26e       | serie 6: 8ste in 2.29,67                                                        |
| Qi Hui                                                 | 200m schoolslag (v)   | 13e       | serie 6: 6de in 2.26,16 halve finale 2: 6de in 2.27,63                          |
| Xu Yanwei                                              | 100m vlinderslag (v)  | 32e       | serie 7: 7de in 59,43                                                           |
| Zhou Yafei                                             | 100m vlinderslag (v)  | 4e        | serie 6: 2e in 57,70 halve finale 2: 2e in 57,68 finale: 4e in 57,84            |
| Jiao Liuyang                                           | 200m vlinderslag (v)  | Zilver    | serie 5: 2e in 2.06,89 halve finale 1: 1e in 2.06,42 finale: 2e in 2.04,72      |
| Liu Zige                                               | 200m vlinderslag (v)  | Goud      | serie 3: 1e in 2.06,46 halve finale 2: 1e in 2.06,25 finale: 1e in 2.04,18 (WR) |
| Li Jiaxing                                             | 200m wisselslag (v)   | 15e       | serie 3: 4e in 2.12,53 halve finale 1: 8ste in 2.13,47                          |
| Qi Hui                                                 | 200m wisselslag (v)   | 20e       | serie 4: 6de in 2.14,25                                                         |
| Li Xuanxu                                              | 400m wisselslag (v)   | 8e        | serie 4: 2e in 4.36,35 finale: 8ste in 4.42,13                                  |
| Liu Jing                                               | 400m wisselslag (v)   | 25e       | serie 2: 3e in 4.44,96                                                          |
| Pang Jiaying Tang Yi Xu Yanwei Zhu Yingwen             | 4x100m vrije slag (v) | 4e        | serie 1: 1e in 3.36,78 finale: 4e in 3.35,64                                    |
| Pang Jiaying Tan Miao Tang Jingzhi Yu Yang Zhu Qianwei | 4x200m vrije slag (v) | Zilver    | serie 1: 2e in 7.53,77 finale: 2e in 7.45,93                                    |
| Pang Jiaying Tan Miao Tang Jingzhi Yu Yang Zhu Qianwei | 4x100m wisselslag (v) | Brons     | serie 1: 2e in 3.59,21 finale: 3e in 3.56,11                                    |
| Xin Tong                                               | 10km open water (v)   | 19e       | 2:01.07,9                                                                       |

Afghanistan · Albanië · Algerije · Amerikaanse Maagdeneilanden · Amerikaans-Samoa · Andorra · Angola · Antigua en Barbuda · Argentinië · Armenië · Aruba · Australië · Azerbeidzjan · Bahama's · Bahrein · Bangladesh · Barbados · België · Belize · Benin · Bermuda · Bhutan · Bolivia · Bosnië en Herzegovina · Botswana · Brazilië · Britse Maagdeneilanden · Bulgarije · Burkina Faso · Burundi · Cambodja · Canada · Centraal-Afrikaanse Republiek · Chili · China · Chinees Taipei · Colombia · Comoren · Congo-Brazzaville · Congo-Kinshasa · Cookeilanden · Costa Rica · Cuba · Cyprus · Denemarken · Djibouti · Dominica · Dominicaanse Republiek · Duitsland · Ecuador · Egypte · El Salvador · Equatoriaal-Guinea · Eritrea · Estland · Ethiopië · Fiji · Filipijnen · Finland · Frankrijk · Gabon · Gambia · Georgië · Ghana · Grenada · Griekenland · Groot-Brittannië · Guam · Guatemala · Guinee · Guinee‑Bissau · Guyana · Haïti · Honduras · Hongarije · Hongkong · Ierland · IJsland · India · Indonesië · Irak · Iran · Israël · Italië · Ivoorkust · Jamaica · Japan · Jemen · Jordanië · Kaaimaneilanden · Kaapverdië · Kameroen · Kazachstan · Kenia · Kirgizië · Kiribati · Koeweit · Kroatië · Laos · Lesotho · Letland · Libanon · Liberia · Libië · Liechtenstein · Litouwen · Luxemburg · Macedonië · Madagaskar · Malawi · Malediven · Maleisië · Mali · Malta · Marshalleilanden · Marokko · Mauritanië · Mauritius · Mexico · Micronesië · Moldavië · Monaco · Mongolië · Montenegro · Mozambique · Myanmar · Namibië · Nauru · Nederland · Nederlandse Antillen · Nepal · Nicaragua · Nieuw-Zeeland · Niger · Nigeria · Noord-Korea · Noorwegen · Oeganda · Oekraïne · Oezbekistan · Oman · Oostenrijk · Oost‑Timor · Pakistan · Palau · Palestina · Panama · Papoea-Nieuw-Guinea · Paraguay · Peru · Polen · Portugal · Puerto Rico · Qatar · Roemenië · Rusland · Rwanda · Saint Kitts en Nevis · Saint Lucia · Saint Vincent en Grenadines · Salomonseilanden · Samoa · San Marino · Sao Tomé en Principe · Saoedi-Arabië · Senegal · Servië · Seychellen · Sierra Leone · Singapore · Slovenië · Slowakije · Soedan · Somalië · Spanje · Sri Lanka · Suriname · Swaziland · Syrië · Tadzjikistan · Tanzania · Thailand · Togo · Tonga · Trinidad en Tobago · Tsjaad · Tsjechië · Tunesië · Turkije · Turkmenistan · Tuvalu · Uruguay · Vanuatu · Venezuela · Verenigde Arabische Emiraten · Verenigde Staten · Vietnam · Wit-Rusland · Zambia · Zimbabwe · Zuid-Afrika · Zuid-Korea · Zweden · Zwitserland
Uitgesloten van deelname: Brunei